# Geografía de Suiza

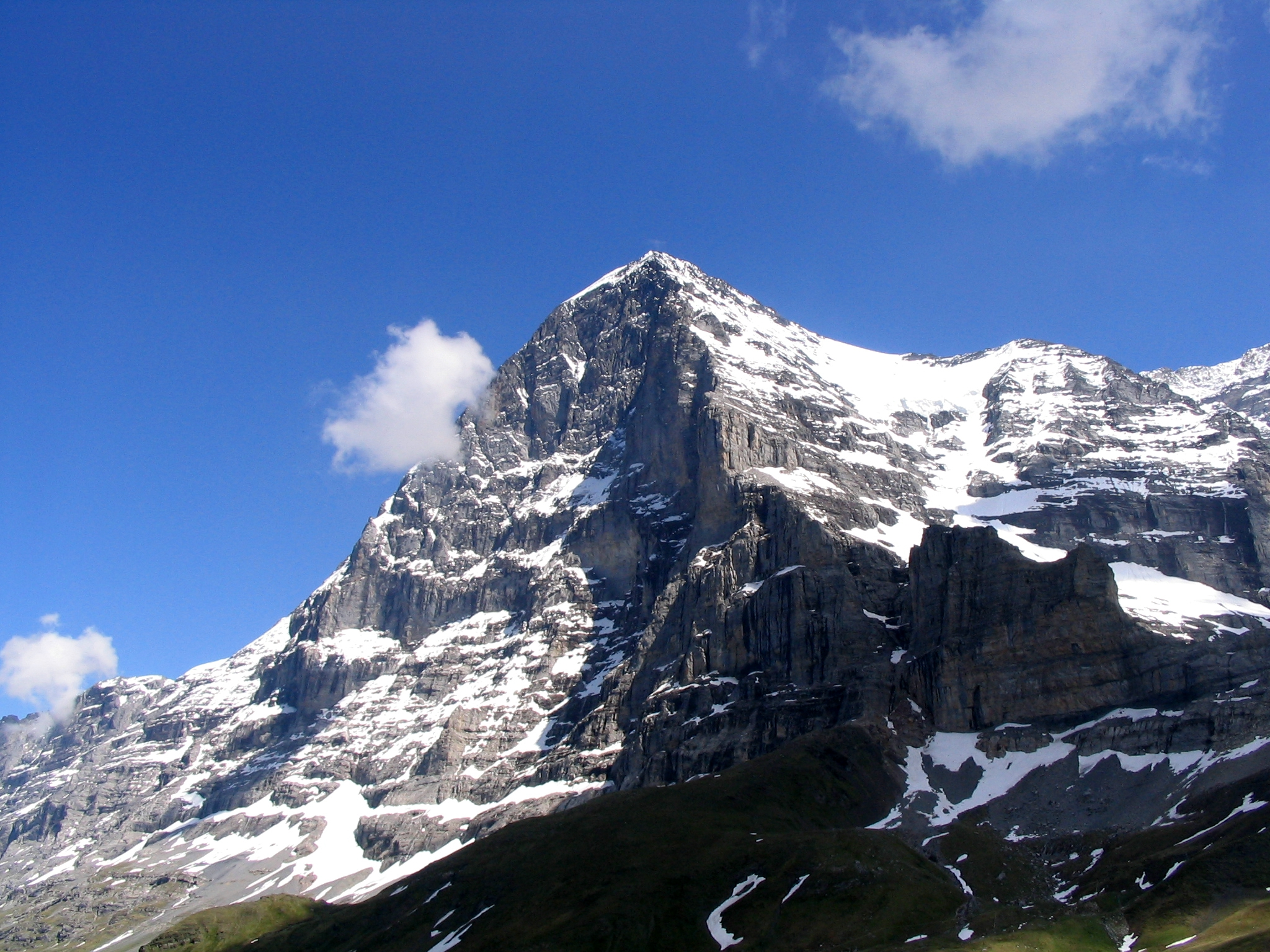
Vista de la cara norte del Eiger (3970 m, Alpes Berneses).

Suiza ((en alemán: Schweizerische Eidgenossenschaft; en francés: Confederation Suisse; en italiano: Confederazione Svizzera; en romanche: Confederaziun Svizra) es un país europeo, que se encuentra en el centro-oeste de dicho continente. Con una superficie total de 41 290 km², limita al oeste con Francia, al sur con Italia y al este con Liechtenstein y Austria y al norte y noreste con Alemania.

## Geografía física

### Datos básicos
- Distancia norte-sur: 220 km.

Mapa de Suiza

  - Lugar más al norte: Bargen (Cantón de Schaffhausen) (47°48′ de latitud norte).
  - Lugar más al sur: La antigua comuna de Pedrinate, hoy absorbida por Chiasso, en el cantón del Tesino (45°49′ de latitud norte).
- Distancia este-oeste: 348 km.
  - Lugar más al este: Piz Chavalatsch, en el cantón de los Grisones (10°30′ de longitud este).
  - Lugar más al oeste: Chancy, en el cantón de Ginebra (5°57′ de longitud este).

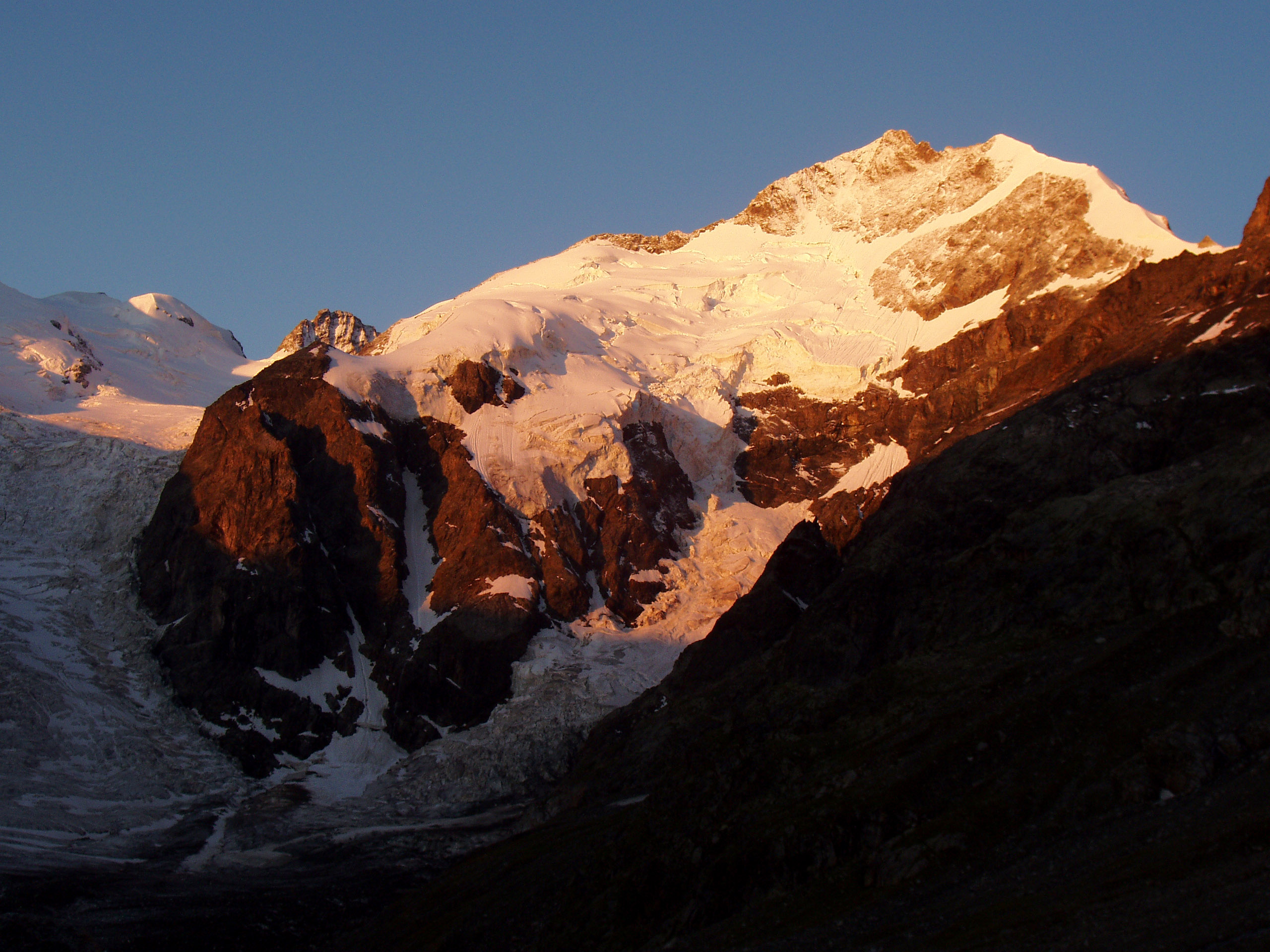
Puesta de sol en el Piz Bernina, en una vista desde el refugio de Boval.

#### Relieve
Se trata de un país eminentemente montañoso cuyas cordilleras se alinean en sentido suroeste-noreste. Está bordeado al sur por la cadena montañosa de los Alpes y al oeste por la del Jura, y cuenta con numerosas cimas por encima de los 4000 m de altitud. Esto determina que Suiza esté conformada por tres grandes regiones naturales: la cordillera de los Alpes en la mitad suroriental del país, la cordillera del Jura en el noroeste y la meseta suiza o corredor de Mittelland (Tierra del Medio), entre ambas. Cabe añadir las zonas de Basilea (situada más allá del Jura en la fosa tectónica de la fosa renana) y el distrito de Mendrisio, perteneciente a la cuenca del río Po.

#### Los Alpes
Los Alpes suizos ocupan la mayor parte del territorio, aproximadamente el 62,5 %, en sus zonas central y sur-oriental. Van desde el Mont Blanc hasta el Ortles. Se trata de una zona de levantamiento reciente que da su nombre a la orogenia alpina producida durante el terciario o cenozoico, que se va elevando progresivamente, con una altitud media de unos 1700 m, pero que posee numerosas cumbres de más de 4000 m de altura. Debido a la acción glaciar, se han formado en esta región valles en artesa y cubetas donde pueden encontrarse lagos como los de Brienz, Cuatro Cantones, Sarnen, Thun o Zug.
En la zona correspondiente a los Alpes centrales hay que destacar la existencia de tres macizos diferenciados:
- macizo de la Bernina, el más oriental, cuyo punto culminante es el Piz Bernina, de 4049 m de altura;
- Oberland bernés o Alpes berneses, cuya máxima cumbre es el Finsteraarhorn, de 4274 m de altura; destacan también el Aletschhorn (4195 m) y el Jungfrau (4159 m), donde se encuentra la estación de ferrocarril situada a mayor altitud de toda Europa, a 3454 m;
- Alpes peninos, cuya máxima elevación es la punta Dufour (4636 m), en el macizo de Monte Rosa. El profundo valle del Ródano separa y permite distinguir la región del Valais.

A su vez, el Rin marca la separación de la región del Rheintal.

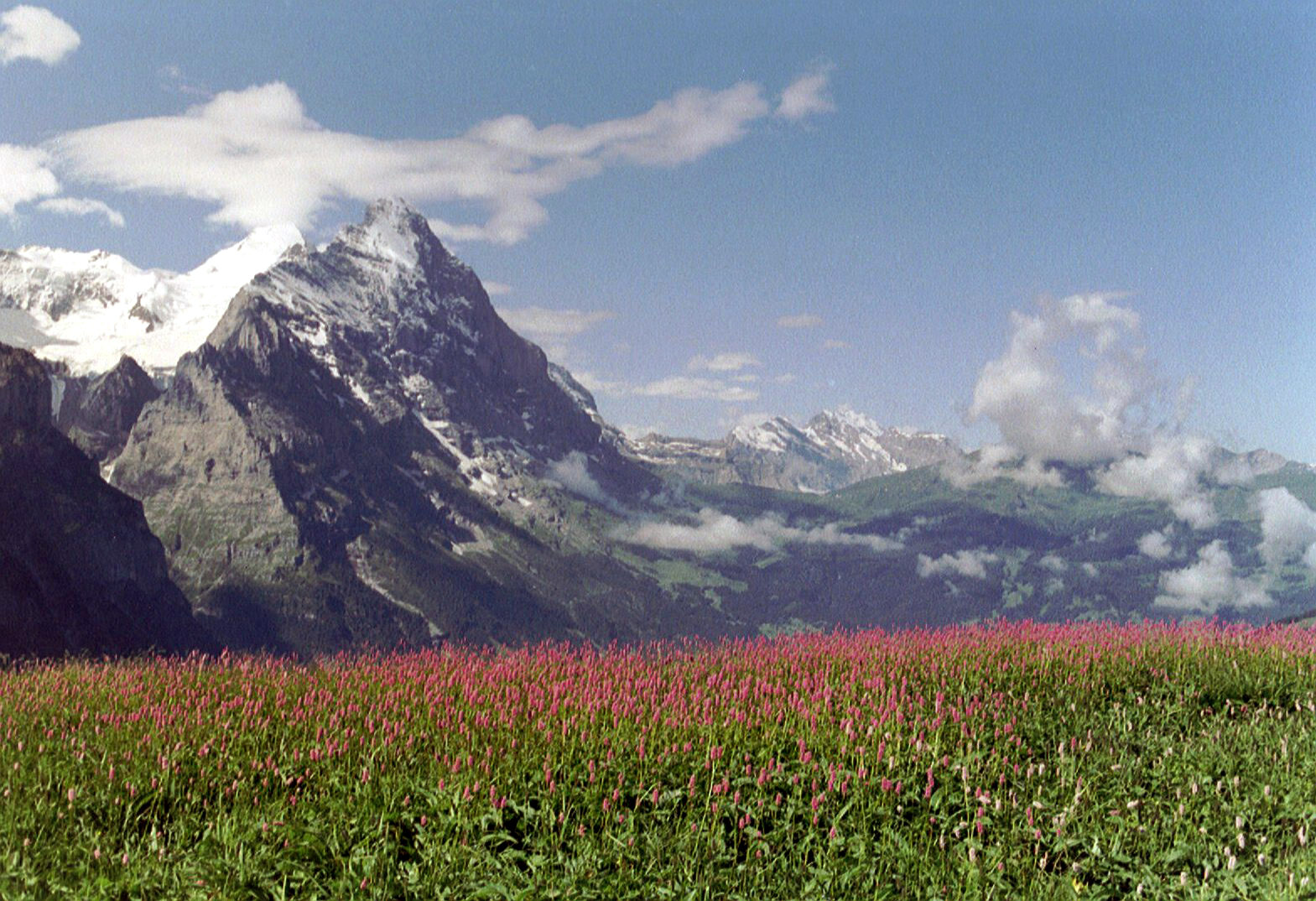
El Grosse Scheidegg, en los Alpes berneses.

El macizo alpino del San Gotardo ocupa lo que puede ser considerado como el centro de los Alpes, separando los Alpes occidentales (cantones de Valais, Vaud y Berna) de los Alpes orientales, que principian en el cantón de los Grisones. Con el cantón de lengua alemana de Uri y el cantón de lengua italiana del Tesino, se trata, histórica y estratégicamente, de un importante lugar de paso entre Alemania e Italia.
El Tesino, el puerto del Simplon en el Valais y algunos valles del cantón de los Grisones son las únicas regiones de Suiza que vierten sus aguas hacia el sur, hacia el valle del río Po, en Italia. Lugano es la principal ciudad de la zona.
| Localización                 | % sobre el total de Suiza (suma = 62,5%) | Nombre del macizo                                                         |
| ---------------------------- | ---------------------------------------- | ------------------------------------------------------------------------- |
| Vertiente norte de los Alpes | 27,8%                                    | Alpes berneses, Alpes uraneses, Alpes glaroneses y Prealpes appenzelleses |
| Alpes centrales occidentales | 11,7%                                    | Alpes valaisanos                                                          |
| Alpes centrales orientales   | 14,1%                                    | Alpes Réticos                                                             |
| Vertiente sur de los Alpes   | 8,9%                                     | Alpes Lepontinos                                                          |

1. La cordillera del Jura

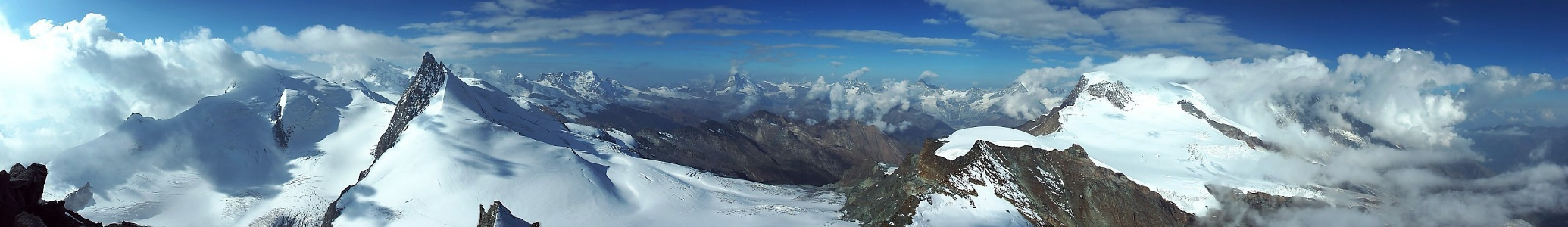
Vista de los Alpes valaisanos.

Una pequeña parte de la cordillera del Jura se encuentra en Suiza, conformando la frontera con Francia y Alemania al noroeste del país. La cordillera del Jura corresponde a un levantamiento de la Era Secundaria o Mesozoica (el Jura le da nombre a un período del Mesozoico, el Jurásico), está formada por rocas calcáreas, y ocupa aproximadamente el 10,5 % del territorio de Suiza. Sus cumbres, con una altura media de unos 1600 m, son de menor altitud que las de los Alpes suizos. Se alcanzan los 1683 m en el Tendre. Las ciudades en la zona se encuentran en los valles, a una altitud media de unos 1000 m. Cabe destacar en el sector las ciudades de La Chaux-de-Fonds, Le Locle o Sainte-Croix, algunas de las cuales concentran la tradicional y famosa industria relojera suiza.

#### La meseta suiza

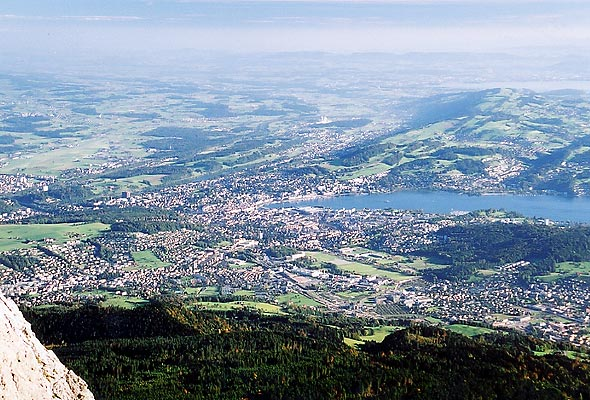
Vista de Lucerna, en la meseta suiza, desde el Pilatus.

La meseta suiza o Mitelland es la zona que se extiende entre las dos cadenas montañosas recién indicadas. Ocupa el 27 % del total del territorio de Suiza y agrupa a las regiones más llanas del país. La llanura ha sido cubierta por sedimentos fluviales y por detritos acumulados en las morrenas glaciares. Durante la glaciación de Würm, hace entre 20 000 y 10 000 años, con la retirada de los glaciares, la zona quedó sembrada con numerosos lagos, la mayoría de ellos, represados por dichas morrenas.
Se trata de una zona actualmente formada por colinas redondeadas por la erosión glaciar, y con una altura media de entre 400 y 600 m. Se extiende a todo lo ancho del país, formando un eje que va desde el lago Lemán al sudoeste hasta el lago de Constanza al nordeste.
Se trata de la zona más densamente poblada  acogiendo por lo demás a la mayor parte de la población suiza, en razón de sus más benignas condiciones climatológicas.

### Hidrografía

Cuencas hidrográficas de Suiza
Río Rin
Río Aar (subvertiente del Rin)
Río Ródano
Río Po
Río Danubio
Río Adigio

La hidrología de Suiza está marcada por la presencia de cinco cuencas fluviales, de numerosos lagos y de algunos de los glaciares más grandes de Europa. El clima juega un papel preponderante en la hidrología al dar precipitaciones, pluviales y de nieve, pero también con la insolación definiendo la evaporación del agua superficial.
| Vertiente                 | % de Suiza | Principales afluentes en Suiza | Lagos                                                                   | Desemboca en                                          |
| Vertiente del río Rin     | 68 %       | Aar, Reuss                     | Lago de los Cuatro Cantones, lago de Neuchâtel, lago de Constanza, etc. | Mar del Norte en un delta de los Países Bajos         |
| Vertiente del río Ródano  | 18 %       | Río Doubs                      | Lago Léman                                                              | Mar Mediterráneo en un delta (la Camargue) en Francia |
| Vertiente del río Po      | 9,3 %      | Río Tesino                     | Lago Mayor, lago de Lugano                                              | Mar Adriático en un delta al noreste de Italia        |
| Vertiente del río Danubio | 4,4 %      | Río Eno                        |                                                                         | Mar Negro                                             |
| Vertiente del río Adigio  | 0,3 %      | Río Rom                        |                                                                         | Mar Mediterráneo                                      |

### Ríos y lagos

Principales lagos y ríos del país.

Suiza tiene el 6 % de todas las reservas de agua dulce de Europa. El país comparte cinco cuencas hidrográficas y algunos de los más grandes lagos en Europa occidental con sus vecinos. Suiza tiene considerables reservas de aguas subterráneas.

#### Ríos

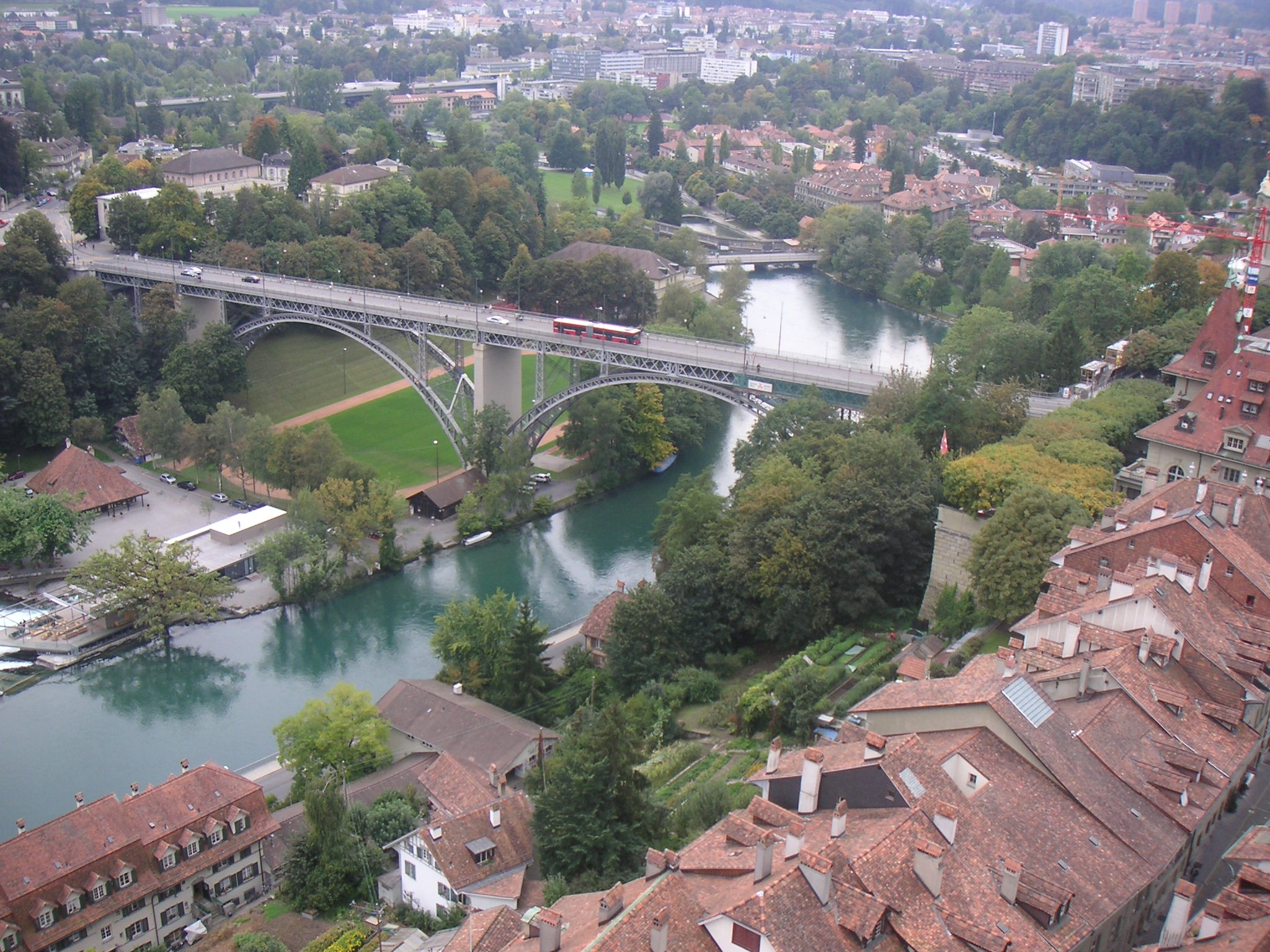
El río Aar a su paso por Berna

Suiza se encuentra asentada en la línea divisoria de aguas de cuatro cuencas hidrográficas. Las cuencas de los ríos Rin y Ródano ocupan la mayor parte del territorio, aunque algunas zonas del país pertenecen a la cuenca del río Danubio (el valle del río Eno, Inn en alemán, en el cantón de los Grisones) o a la cuenca del río Po (la zona del río Tesino). De este modo, los ríos y lagos de Suiza acaban por desaguar en el mar del Norte (Rin, Aar), en el mar Mediterráneo (Ródano), en el mar Negro (el Eno) o en el mar Adriático (Tesino).
En el macizo del puerto de San Gotardo confluyen el cuyo nacimiento del Rin anterior y del Rin posterior, por un lado y, por otro, el glaciar del Ródano, fuente de dos de los ríos más importantes de la Europa occidental: el Rin y el Ródano.
El río Aar es el río más largo cuyo cauce discurre íntegramente por territorio suizo, con una longitud de 295 km y una cuenca que abarca el 43 % de Suiza. Desemboca en el Rin en las cercanías de Koblenz. Su caudal, de 557 m³/s, es superior incluso al del Rin, con 439 m³/s. Su curso fue desviado en 1868 para evitar inundaciones en el Seeland pantanoso.

#### Lagos

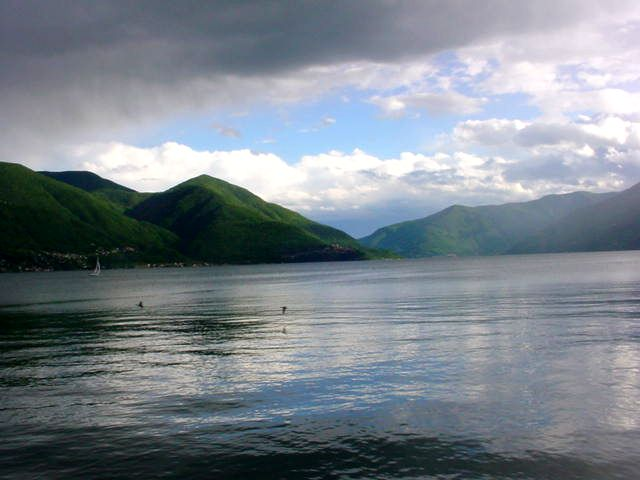
Una vista del lago Mayor, el punto más bajo de Suiza

Hay numerosos lagos naturales en Suiza (lago de Ginebra, en el Ródano; lago de Constanza, en el Rin; lago Mayor, en el río Tesino) y lagos artificiales (Sihlsee, Grande Dixence). Los lagos y los embalses contienen el 50 % del agua almacenada, los glaciares el 28 %, el agua subterránea 20 % y los ríos 2 %. Tanto el Rin como el Ródano atraviesan en su recorrido un gran lago, que en ambos casos es fronterizo: el lago de Constanza, fronterizo con Austria y Alemania, para el Rin; y el lago Lemán, fronterizo con Francia, para el Ródano.
Los lagos de la zona llana del país son los de mayor superficie. Entre estos destacan los dos principales lagos de Suiza, ubicados cada uno de ellos en un extremo de la meseta suiza: el lago Lemán al oeste, con una superficie de 580,03 km², compartido con Francia, y el lago de Constanza, al norte, compartido con Alemania y Austria y con una superficie total de 536 km². El tercer lago del país, el lago Mayor, con una superficie de 212 km², es un lago compartido con Italia, existente al sur del país. Por su parte, el lago de Neuchâtel, el mayor lago cuya superficie está completamente en el interior del territorio suizo, con 217,9 km², pertenece igualmente a esta tipología.
Con respecto a los lagos de montaña, algunos ejemplos son el lago de Silvaplana, a 1799 m de altitud, en la Engadina, que tiene la peculiaridad de estar sometido a fuertes vientos constantes procedentes del puerto de montaña de la Maloja, lo que le hace apropiado para la práctica del windsurf y del kitesurf. Otro lago a destacar es el lago de Märjelen, lago de origen glaciar muy próximo al glaciar de Aletsch (en el cantón del Valais), glaciar que ha sido declarado Patrimonio de la Humanidad por la UNESCO.
También existen en Suiza embalses de origen artificial, generalmente destinados a su uso como central hidroeléctrica para la producción de energía eléctrica. Entre estos destacan el lago de Dix, con la presa de la Grande-Dixence, o el lago de la Gruyère, en el cantón de Friburgo.

### Clima

La topografía obliga a la masa de aire a ascender, condensando el vapor de agua y dando lugar a lluvias (efecto barrera); a sotavento, el aire ya seco desciende rápidamente aumentando la presión atmosférica y la temperatura (efecto Foehn). La denominación técnica en climatología del fenómeno procede del viento suizo de dicho nombre.

Los Alpes conforman una barrera climática en el país: al norte, que ocupa la mayor parte de la superficie, el clima es templado, oceánico o continental según la orientación este-oeste de los vientos dominantes, con las cuatro estaciones perfectamente marcadas y delimitadas. Por el contrario, en el territorio situado al sur de los Alpes (el Valais, el Tesino y la Engadina) se da un clima más suave, de tipo mediterráneo.
Los vientos dominantes en Suiza son el Foehn y el Bise. El Foehn es un viento fuerte, cálido y seco, que se produce cuando un viento ha circulado sobre una cadena montañosa para descender por la otra vertiente, habiendo perdido de ese modo toda su humedad. El Bise es un viento procedente del norte, frío y seco, que nace en el nordeste de Europa y sopla a través de las llanuras continentales, alcanzando especialmente la zona de la meseta suiza.
Tratándose de un país con una variada orografía y dotado de fuertes contrastes, existe en consecuencia en Suiza una gran variedad de microclimas.
Hay también un elevado contraste respecto de las lluvias. Las precipitaciones anuales son muy altas en los Alpes y el cantón del Tesino (del orden de 2000 mm anuales) pero son mucho más escasas en el valle del Ródano (unos 600 mm anuales).
Los cantones del Valais y del Tesino se benefician de un elevado número de horas de sol al año (alrededor del 60 %), mientras que la meseta suiza tiene alrededor del 50 % en verano, para caer hasta el 20 % en invierno.

#### Datos climáticos

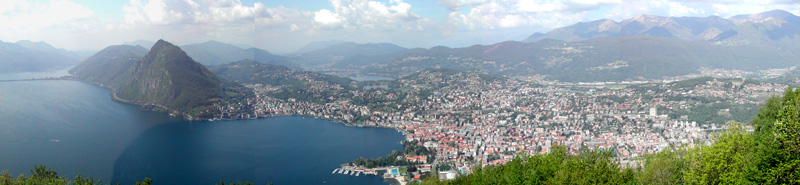
Vista panorámica de la ciudad de Lugano.

El primer factor que incide en las temperaturas es, lógicamente, la altitud, lo que debe ser tenido en cuenta. Una red del Instituto Suizo de Meteorología cubre la totalidad del país y, a partir de sus mediciones, pueden ofrecerse los siguientes datos:
- La temperatura media de la meseta suiza en el mes de enero se encuentra entre -1 °C y 1 °C, mientras que en el mes de julio se encuentra entre 16 °C y 19 °C. La temperatura media anual es en esta zona de entre 7 °C y 9 °C.
- La temperatura media anual más alta de Suiza corresponde a Locarno-Monti, al sur del país, con 11,5 °C.
- La temperatura media anual más baja de Suiza corresponde al puerto de montaña del Jungfraujoch, con -7,5 °C.

Para altitudes comparables, la temperatura en la región de Basilea y en el valle del Ródano es entre 1 y 2 °C más elevada, mientras que es entre 2 y 3 °C más alta en la llanura de Magadino, en el cantón del Tesino.
| Lugar                    | Altitud de la estación meteorológica | Precipitaciones anuales medias | Duración de la insolación media en agosto | Duración de la insolación media en diciembre | Temperatura max. mensual media | Temperatura min. mensual media |
| ------------------------ | ------------------------------------ | ------------------------------ | ----------------------------------------- | -------------------------------------------- | ------------------------------ | ------------------------------ |
| La Chaux-de-Fonds (Jura) | 1.018 m                              | 1.410 mm/año                   | 40%                                       | 40%                                          | +19,6 °C                       | -6,4 °C                        |
| Berna                    | 565 m                                | 1.040 mm/año                   | 50%                                       | 20%                                          | +23,5 °C                       | -3,9 °C                        |
| Sion (Valais)            | 482 m                                | 600 mm/año                     | 60%                                       | 50%                                          | +25,7 °C                       | -4,8 °C                        |
| Säntis (Appenzell)       | 2.490 m                              | 2.900 mm/año                   | 55%                                       | 30%                                          | +7,5 °C                        | -10,3 °C                       |
| Locarno-Monti (Tesino)   | 366 m                                | 1.850 mm/año                   | 60%                                       | 60%                                          | +25,9 °C                       | +0,1 °C                        |

#### Meteorología extrema

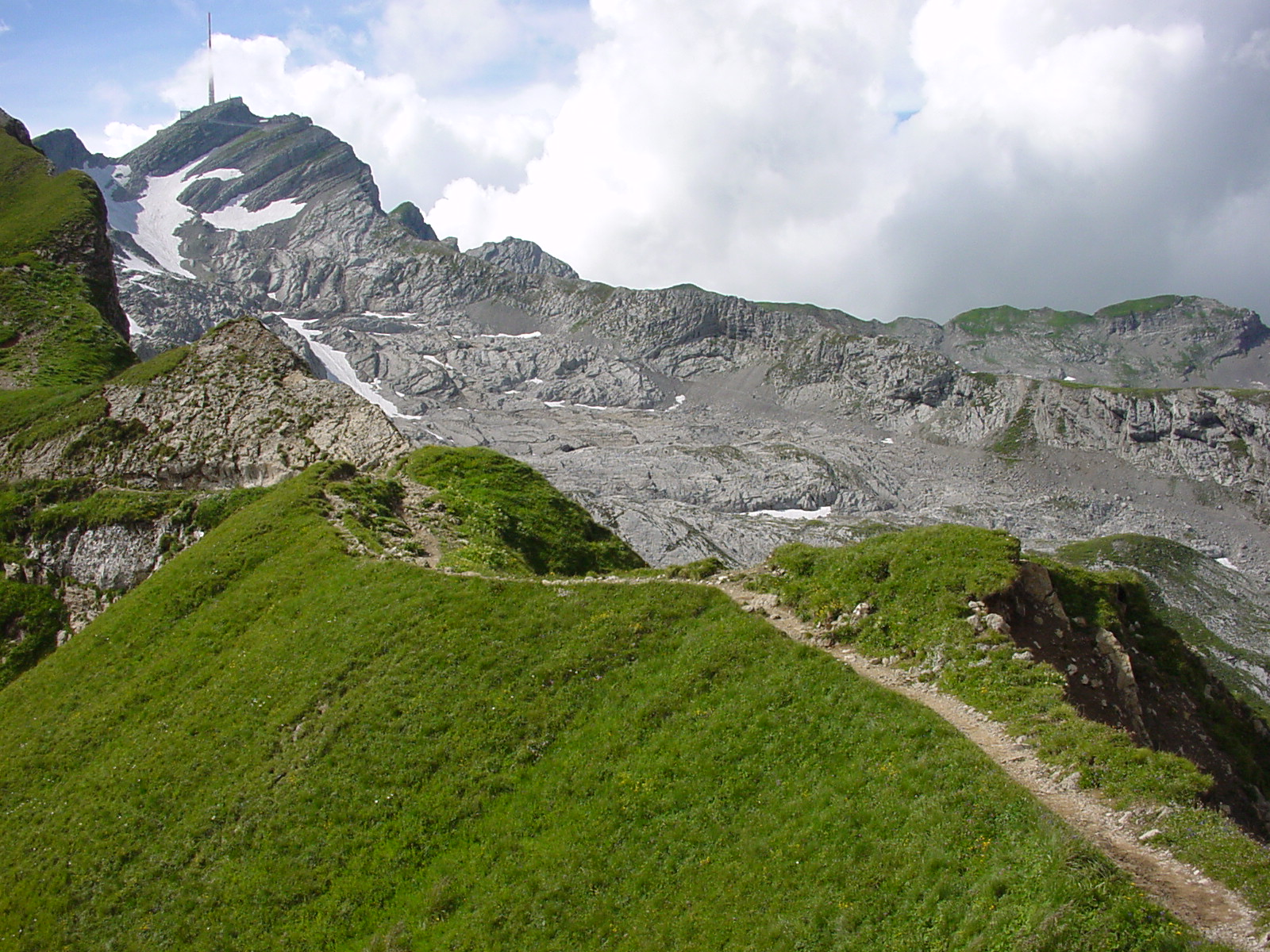
Una vista del Säntis, récord suizo de altitud de nieve en 1999.

Algunos datos de meteorología extrema en Suiza:
- Récord absoluto de temperatura más elevada: 41,5 °C en Grono (cantón de los Grisones), el 11 de agosto de 2003.
- Récord absoluto de temperatura más baja: -41,8 °C en La Brévine (Cantón de Neuchâtel), el 2 de enero de 1987. La Brévine, situada a 1043 m de altitud, en la cordillera del Jura, es el punto más frío de Suiza en razón de su microclima. La temperatura puede fácilmente llegar a -30,0º en noches despejadas y sin viento.
- Máxima altitud de nieve: 816 cm en el Säntis en abril de 1999.
- Pluviometría máxima en un día: 414 mm en Camedo (cantón del Tesino), el 10 de septiembre de 1983.
- Máxima duración de sequía: Lugano (cantón del Tesino), con 77 días sin lluvia desde el 6 de diciembre de 1988.
- Máxima velocidad del viento: 285 km/h en el Jungfraujoch el 27 de febrero de 1990.

#### Fenómenos meteorológicos y morfológicos

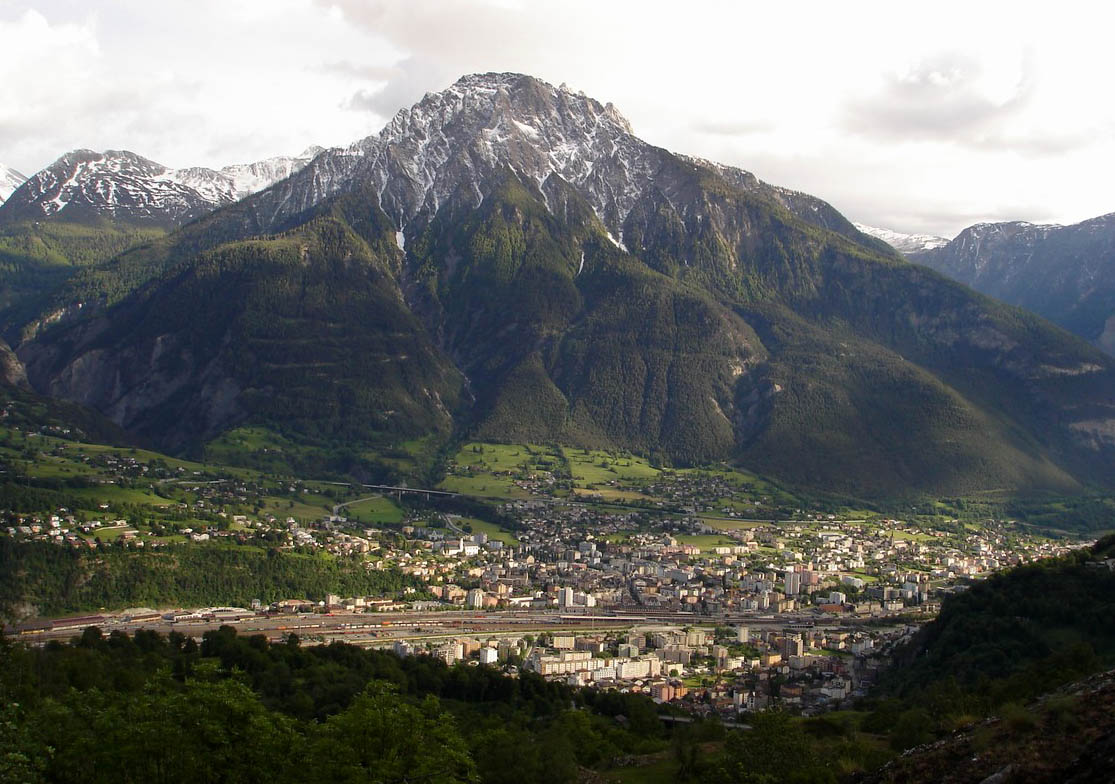
Vista de la localidad de Brig, que fue afectada por inundaciones en 1993, y el Glishorn.

Por lo que respecta a los fenómenos morfológicos, y específicamente a la tectónica, hay que tener presente que la región de Basilea, en la fosa renana, y el cantón del Valais son los lugares del país con mayor actividad sísmica. A este respecto, debe recordarse que la ciudad de Basilea quedó destruida por el Terremoto de Basilea de 1356.
Referente a los fenómenos meteorológicos, cabe destacar lo siguiente:
- El calentamiento global parece estar provocando en los Alpes el retroceso de los glaciares. El permafrost se está fundiendo, las rocas tienden a la inestabilidad y ello provoca más frecuentes avalanchas.[5] Sin embargo, tampoco hay que descartar el crecimiento de la población en las zonas urbanas de los valles alpinos, lugares en los que la brisa de valle puede llevar una gran cantidad de calor (calefacción, industrias y servicios, etc.) hacia el curso de los glaciares de montaña, haciendo que el frente de los mismos vaya retrocediendo de manera inevitable. Es un efecto del calentamiento local y no global aunque no se descarte este último.
- A altitudes medias, la capa de nieve tiende constantemente a la baja.
- Las inundaciones debidas a ríos desbordados (como en Brig el 24 de septiembre de 1993) y las avalanchas de nieve son cada vez más frecuentes en zonas de montaña.
- El granizo y la niebla son fenómenos que afectan en mayor medida a la meseta suiza.

### Medio ambiente
Las condiciones climatológicas y orográficas de Suiza tienen una clara incidencia en la fauna y la flora del país, que es rica y variada, como corresponde a un país de contrastes.

#### Fauna

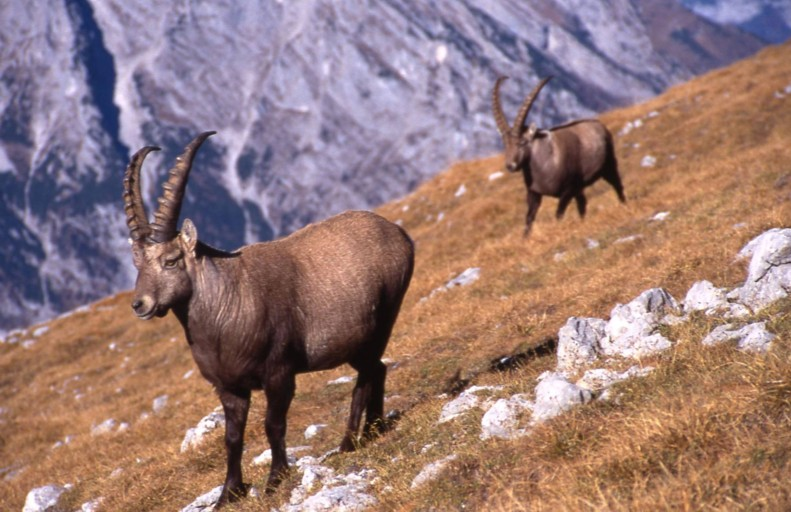
Dos ejemplares de cabra alpina en los Alpes

Por lo que respecta a la fauna en Suiza, hay que tener en cuenta la intensa presión antrópica sobre el territorio, que ha forzado a la fauna salvaje a abandonar las zonas más bajas del país para refugiarse en las zonas de montaña.
Entre los animales emblemáticos de la fauna suiza, hay que destacar el rebeco, que ocupa todas las zonas montañosas del país.
En la zona del cantón de los Grisones se encuentran osos pardos, lobos, venados, cabras alpinas (un endemismo de los Alpes), corzos, marmotas, gangas (otro endemismo) o urogallos, sin olvidar los más comunes, como diversos tipos de águilas, falcónidos, buitres, tejones, zorros, garduñas, comadrejas o nutrias.
Por lo que respecta a lagos y ríos, junto a especies comunes como carpas (especie introducida modernamente), percas o truchas, existen otras varias que constituyen endemismos, a veces exclusivos de cada uno de los lagos en que se encuentran.

#### Flora

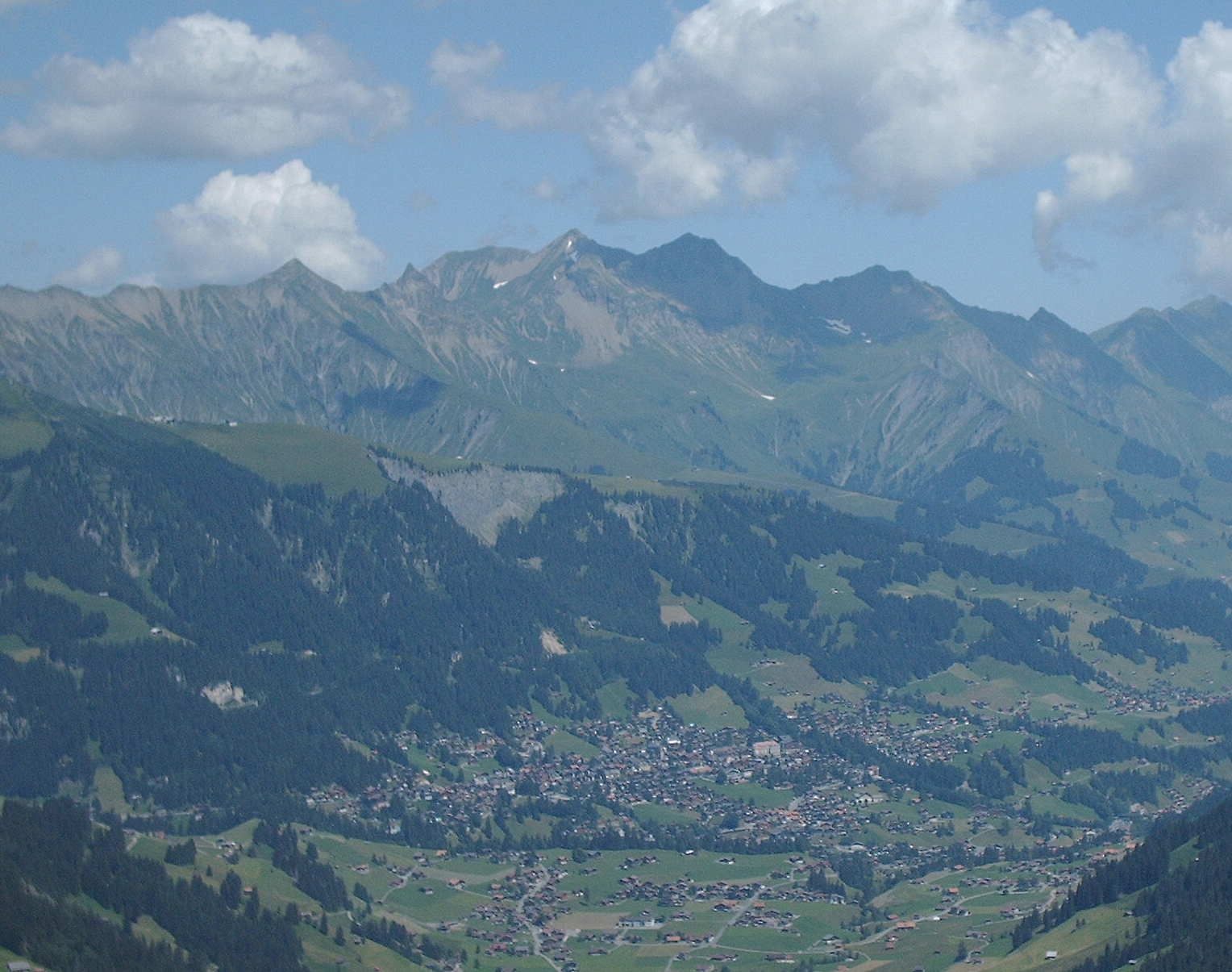
Bosque suizo plantado como protección contra las avalanchas

Tanto las zonas bajas de los valles como las pendientes soleadas de la meseta suiza, en alturas no muy elevadas, son perfectamente adecuadas para el cultivo de cereales, cultivándose trigo, centeno y cebada (y patatas) hasta alturas de unos 1300 m, que pueden llegar a los 2000 m en zonas especialmente favorecidas por sus microclimas particulares.
En las zonas más cálidas del cantón del Tesino se cultivan igualmente la vid y diversos árboles frutales.
Sin embargo, debido a las dificultades que experimenta la agricultura debido a la difícil orografía del terreno y a la competencia de los productos agrícolas de importación, buena parte del territorio se dedica a pastos para el ganado, que han sustituido a buena parte del terreno antaño dedicado al bosque.
El bosque, en razón de esta presión humana, ha quedado hoy en día reducido en Suiza a la ocupación de las laderas en umbría de las montañas. En alturas bajas, hasta los 1250 m, se encuentran árboles de hoja caduca, como hayas o robles, pero también se pueden ver castaños, tilos, olmos y coníferas. Hasta los 1500−1600 m (e incluso ocasionalmente a altitudes superiores a los 2000 m) se encuentran las grandes masas boscosas, formadas especialmente por coníferas. En el piso superior se encuentra ya la zona de matorral alpino, y en las zonas más altas, cubiertas en invierno por la nieve, aparecen los pastizales en verano.

#### Ecorregiones
Según las WWF, el territorio de Suiza comprende dos biomas y tres ecorregiones:
- Bosque templado de frondosas
  - Bosque de frondosas de Europa occidental, en el norte y el este
  - Bosque mixto del valle del Po, alrededor del lago Mayor, en el Cantón del Tesino
- Bosque templado de coníferas
  - Bosque de los Alpes, en el resto del país.

#### Áreas protegidas
Suiza tiene un único parque nacional, el Schweizerischer Nationalpark, que protege de 16.887 hectáreas.
Cuenta con dos reservas de la biosfera: Parc Suisse y Entlebuch. 8.676 hectáreas están protegidas como humedales de importancia internacional al amparo del Convenio de Ramsar, en total, 11 sitios Ramsar, entre los que destaca el lago Leman.
Destacan en su patrimonio natural tres sitios patrimonio de la Humanidad declarados por la Unesco, todos ellos clasificados como «bien natural»:
- los Alpes suizos Jungfrau-Aletsch (2001, ampliado en 2007);

- el monte San Giorgio (2003);

- y la falla tectónica suiza de Sardona (2008).

## Geografía humana
Suiza no es más, por decirlo de alguna manera, que una ciudad-estado dividida en trece barrios de los que unos están en el valle, otros en las riberas, otros en las montañas. […] Hay barrios más o menos poblados, pero todos ellos lo están lo suficientemente como para demostrar que se está siempre en la ciudad.
1763, Jean-Jacques Rousseau

Según los datos del censo de población del país al 1 de enero de 2007, Suiza tiene 7 508 739 hab., con una densidad de población de 181,85 hab./km².
Las principales ciudades suizas, en términos de población humana, son Zúrich, Ginebra, Basilea, Berna y Lausana. Ciudades capital de cantón, además de las anteriores, son: Altdorf, Schwyz, Sarnen, Stans, Glaris, Zug, Friburgo im Üechtland, Soleura, Liestal, Schaffhausen, Herisau, Appenzell, Sankt Gallen, Coira, Aarau, Frauenfeld, Bellinzona, Sion y Neuchâtel. Otras ciudades destacadas, no capitales de cantón, son: Winterthur, Biel-Bienne, La Chaux-de-Fonds, Thun o Lugano.
Relación de los movimientos de población en Suiza en los últimos años:
|      | Población 01-01 | Nacimientos | Defunciones | Saldo natural | Saldo migratorio | Población 31-12 | Crecimiento | %    |
| ---- | --------------- | ----------- | ----------- | ------------- | ---------------- | --------------- | ----------- | ---- |
| 1971 | 6.193.064       | 96.261      | 57.856      | 38.405        | 2.275            | 6.233.744       | 40.680      | 0,7  |
| 1972 | 6.233.744       | 91.342      | 56.489      | 34.853        | 19.571           | 6.288.168       | 54.424      | 0,9  |
| 1973 | 6.288.168       | 87.518      | 56.990      | 30.528        | 7.829            | 6.326.525       | 38.357      | 0,6  |
| 1974 | 6.326.525       | 84.507      | 56.403      | 28.104        | 1.656            | 6.356.285       | 29.760      | 0,5  |
| 1975 | 6.356.285       | 78.464      | 55.924      | 22.540        | -57.847          | 6.320.978       | -35.307     | -0,6 |
| 1976 | 6.320.978       | 74.199      | 57.095      | 17.104        | -54.053          | 6.284.029       | -36.949     | -0,6 |
| 1977 | 6.284.029       | 72.829      | 55.658      | 17.171        | -22.881          | 6.278.319       | -5.710      | -0,1 |
| 1978 | 6.278.319       | 71.375      | 57.718      | 13.657        | -6.820           | 6.285.156       | 6.837       | 0,1  |
| 1979 | 6.285.156       | 71.986      | 57.454      | 14.532        | 3.885            | 6.303.573       | 18.417      | 0,3  |
| 1980 | 6.303.573       | 73.661      | 59.097      | 14.564        | 17.106           | 6.335.243       | 31.670      | 0,5  |
| 1981 | 6.335.243       | 73.747      | 59.763      | 13.984        | 23.677           | 6.372.904       | 37.661      | 0,6  |
| 1982 | 6.372.904       | 74.916      | 59.204      | 15.712        | 21.097           | 6.409.713       | 36.809      | 0,6  |
| 1983 | 6.409.713       | 73.659      | 60.756      | 12.903        | 5.217            | 6.427.833       | 18.120      | 0,3  |
| 1984 | 6.427.833       | 74.710      | 58.602      | 16.108        | 11.955           | 6.455.896       | 28.063      | 0,4  |
| 1985 | 6.455.896       | 74.684      | 59.583      | 15.101        | 13.837           | 6.484.834       | 28.938      | 0,4  |
| 1986 | 6.484.834       | 76.320      | 60.105      | 16.215        | 22.364           | 6.523.413       | 38.579      | 0,6  |
| 1987 | 6.523.413       | 76.505      | 59.511      | 16.994        | 26.392           | 6.566.799       | 43.386      | 0,7  |
| 1988 | 6.566.799       | 80.345      | 60.648      | 19.697        | 33.477           | 6.619.973       | 53.174      | 0,8  |
| 1989 | 6.619.973       | 81.180      | 60.882      | 20.298        | 33.579           | 6.673.850       | 53.877      | 0,8  |
| 1990 | 6.673.850       | 83.939      | 63.739      | 20.200        | 56.643           | 6.750.693       | 76.843      | 1,2  |
| 1991 | 6.757.188       | 86.200      | 62.634      | 23.566        | 61.440           | 6.842.768       | 85.580      | 1,3  |
| 1992 | 6.842.768       | 86.910      | 62.302      | 24.608        | 40.156           | 6.907.959       | 65.191      | 1,0  |
| 1993 | 6.907.959       | 83.762      | 62.512      | 21.250        | 39.512           | 6.968.570       | 60.611      | 0,9  |
| 1994 | 6.968.570       | 82.980      | 61.987      | 20.993        | 30.883           | 7.019.019       | 50.449      | 0,7  |
| 1995 | 7.019.019       | 82.203      | 63.387      | 18.816        | 24.519           | 7.062.354       | 43.335      | 0,6  |
| 1996 | 7.062.354       | 83.007      | 62.637      | 20.370        | - 1.378          | 7.081.346       | 18.992      | 0,3  |
| 1997 | 7.081.346       | 80.584      | 62.839      | 17.745        | - 2.626          | 7.096.465       | 15.119      | 0,2  |
| 1998 | 7.096.465       | 78.949      | 62.569      | 16.380        | 10.692           | 7.123.537       | 27.072      | 0,4  |
| 1999 | 7.123.537       | 78.408      | 62.503      | 15.905        | 16.149           | 7.164.444       | 40.907      | 0,6  |
| 2000 | 7.164.444       | 78.458      | 62.528      | 15.930        | 17.660           | 7.204.055       | 33.194      | 0,46 |
| 2001 | 7.197.638       | 72.295      | 61.228      | 11.067        | 41.843           | 7.255.653       | 58.015      | 0,8  |
| 2002 | 7.255.653       | 72.372      | 61.768      | 10.604        | 48.921           | 7.313.853       | 58.200      | 0,8  |
| 2003 | 7.313.853       | 71.848      | 63.070      | 8.778         | 43.027           | 7.364.148       | 50.295      | 0,7  |
| 2004 | 7.364.148       | 73.082      | 60.180      | 12.902        | 40.462           | 7.415.102       | 50.954      | 0,7  |
| 2005 | 7.415.102       | 72.903      | 61.124      | 11.779        | 36.180           | 7.459.128       | 44.026      | 0,6  |
| 2006 | 7.459.128       | 73.371      | 60.283      | 13.088        | 39.368           | 7.508.739       | 49.611      | 0,7  |
| 2007 | 7.508.739       |             |             |               |                  |                 |             |      |
|      | Población 01-01 | Nacimientos | Defunciones | Saldo natural | Saldo migratorio | Población 31-12 | Crecimiento | %    |

Notas:
Los totales de población a fecha 31-12 incluyen diversos ajustes estadísticos y rectificaciones.
Las divergencias entre los datos de población a final de año y principio de año que aparecen en 1990/1991 y 2000/2001 se deben a adaptaciones del balance relacionadas con la normativa de los censos de 1990 y 2000.

### Idiomas

Las diferentes lenguas oficiales de Suiza: alemán, francés, italiano, romanche.

En Suiza se hablan cuatro idiomas diferentes: el alemán, el francés, el italiano y el romanche.
El alemán es el idioma más hablado del país, hablándose en diversos dialectos en el norte, el centro y el este del país.
El francés es la segunda lengua más hablada, y su área de localización es la parte occidental de Suiza. Tiene pocas diferencias con el francés hablado en Francia.
El italiano se habla en el sur del país, en el cantón del Tesino y algunos puntos del cantón de los Grisones. Se habla en la variante dialectal tesina, muy similar al habla propia de la Lombardía italiana.
El romanche, rético o retorromano se habla únicamente por una minoría diseminada por el cantón de los Grisones, el más extenso y menos poblado del país.
Entre la población inmigrante en el siglo XX, persiste el uso de sus lenguas propias, utilizadas por casi el 10% de la población.

### Demografía
| 1798      | 1837      | 1850      | 1860      | 1870      | 1880      | 1890      | 1900      | 1910      |
| --------- | --------- | --------- | --------- | --------- | --------- | --------- | --------- | --------- |
| 1 664 832 | 2 190 258 | 2 392 740 | 2 510 494 | 2 655 001 | 2 831 787 | 2 917 754 | 3 315 443 | 3 753 293 |

| 1920      | 1930      | 1941      | 1950      | 1960      | 1970      | 1980      | 1990      | 2000      |
| --------- | --------- | --------- | --------- | --------- | --------- | --------- | --------- | --------- |
| 3 880 320 | 4 066 400 | 4 265 703 | 4 714 992 | 5 429 061 | 6 269 783 | 6 365 960 | 6 873 687 | 7 288 010 |

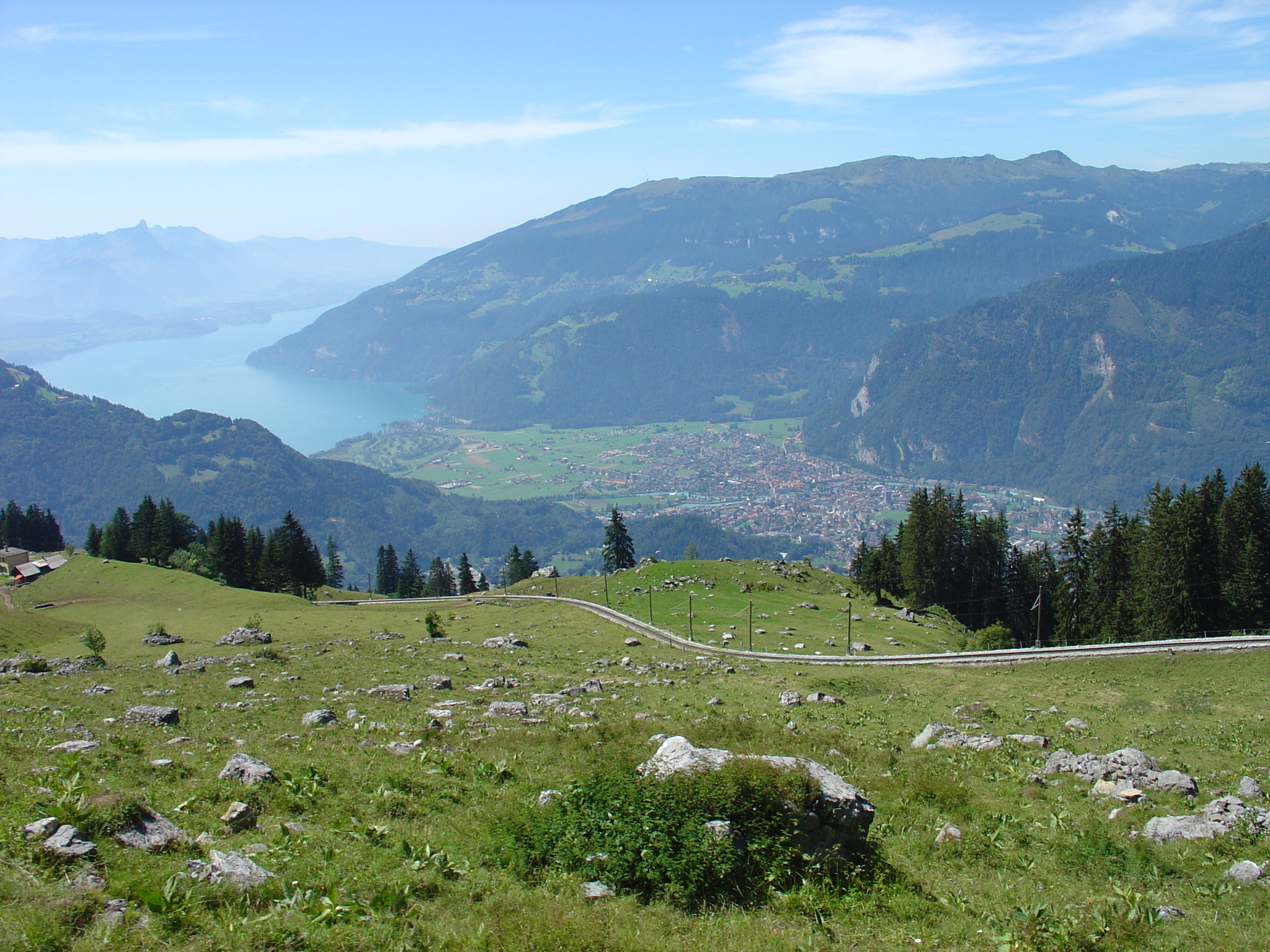
Vista desde las montañas de la ciudad de Interlaken.

Entre 1850 y 1880, la población suiza creció moderadamente, debido esencialmente a un fuerte saldo migratorio negativo. Dicha emigración se produjo especialmente en las regiones agrícolas, en el norte del país y en los cantones de Vaud y Lucerna. El motivo fundamental fue la importación de cereales, que redujeron las posibilidades de los pequeños agricultores del país. Por lo que respecta a los valles del cantón del Tesino y del cantón de los Grisones, llegaron a perder hasta a la mitad de su población, con destino principalmente a América. Las regiones del Jura (debido a la industria relojera) y de la Suiza oriental (debido a la industria textil) vieron, sin embargo, aumentar su población en este período.
Entre 1880 y 1910 se produjo en Suiza un fuerte desarrollo económico, acompañado de importantes transformaciones sociales. La inmigración procedente de los países vecinos, una elevada tasa de natalidad y la reducción de la tasa de mortalidad conllevaron un fuerte aumento de la población. De este modo, las grandes ciudades aumentaron fuertemente su número de habitantes: Zúrich (+ 150%), Lucerna, Saint Gall, Lausana y Basilea (+ 120% ), Berna y Biel-Bienne (+ 100%), así como las zonas industriales a lo largo de las riberas del río Aar entre Biel-Bienne y Aarau. Por otra parte, durante este período se sentaron las bases del desarrollo del turismo en diversos lugares (Montreux, Montana, Zermatt, Interlaken, la región de los lagos en el cantón del Tesino, en la Alta Engadina, o en Davos y Arosa.

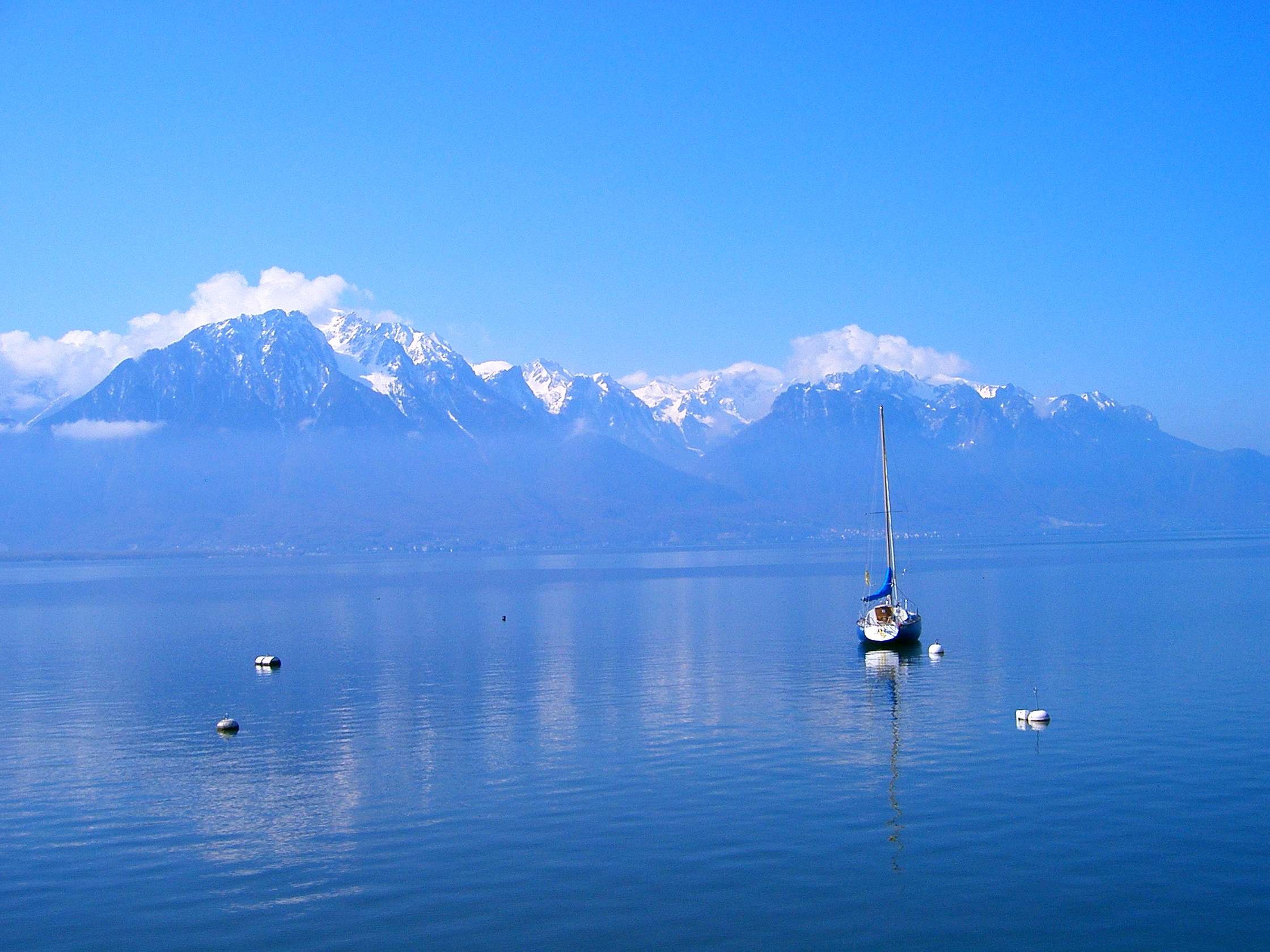
Vista de las montañas que rodean al lago Lemán desde el mismo lago.

Entre 1910 y 1941 se produce una inversión de la situación. Hay un proceso de estancamiento económico y un repliegue hacia sí mismo del país, hacia sus propios valores nacionales. La tasa de población extranjera pasa del 16% a tan sólo el 5%, la tasa de natalidad cae rápidamente, se impone el modelo familiar de familia reducida y se incrementan las disparidades regionales. La industria relojera del Jura entra en una crisis económica, a la vez que la industria textil decae en la Suiza oriental, que entra en crisis el turismo. Continúa el proceso de despoblación en los valles al sur de los Alpes y en las zonas rurales del cantón de Friburgo y del cantón de Vaud, y aparece el fenómeno en el cantón del Valais, la Suiza central y el cantón de los Grisones. La población de los núcleos urbanos se estanca o, incluso, retrocede. Inversamente, la población de los alrededores de las ciudades crece, dando inicio a un fenómeno de conurbación.
Entre 1941 y 1971 (hay que recordar la neutralidad suiza durante la Segunda Guerra Mundial) tiene lugar un fuerte crecimiento económico y demográfico en las regiones urbanas, suburbanas, industriales o turísticas. El crecimiento en la meseta suiza es generalizado entre el lago de Constanza y Neuchâtel o Friburgo im Üechtland. La cuenca del lago Lemán y las aglomeraciones urbanas del cantón del Tesino constituyen nuevos polos de crecimiento. Por el contrario,todas las regiones de montaña no turísticas del país entran en una fase de declive. También las zonas rurales de la meseta suiza alejadas de las grandes vías de comunicación ven perder su población en beneficio de las periferias de los grandes núcleos urbanos e incluso de ciudades de menor tamaño.

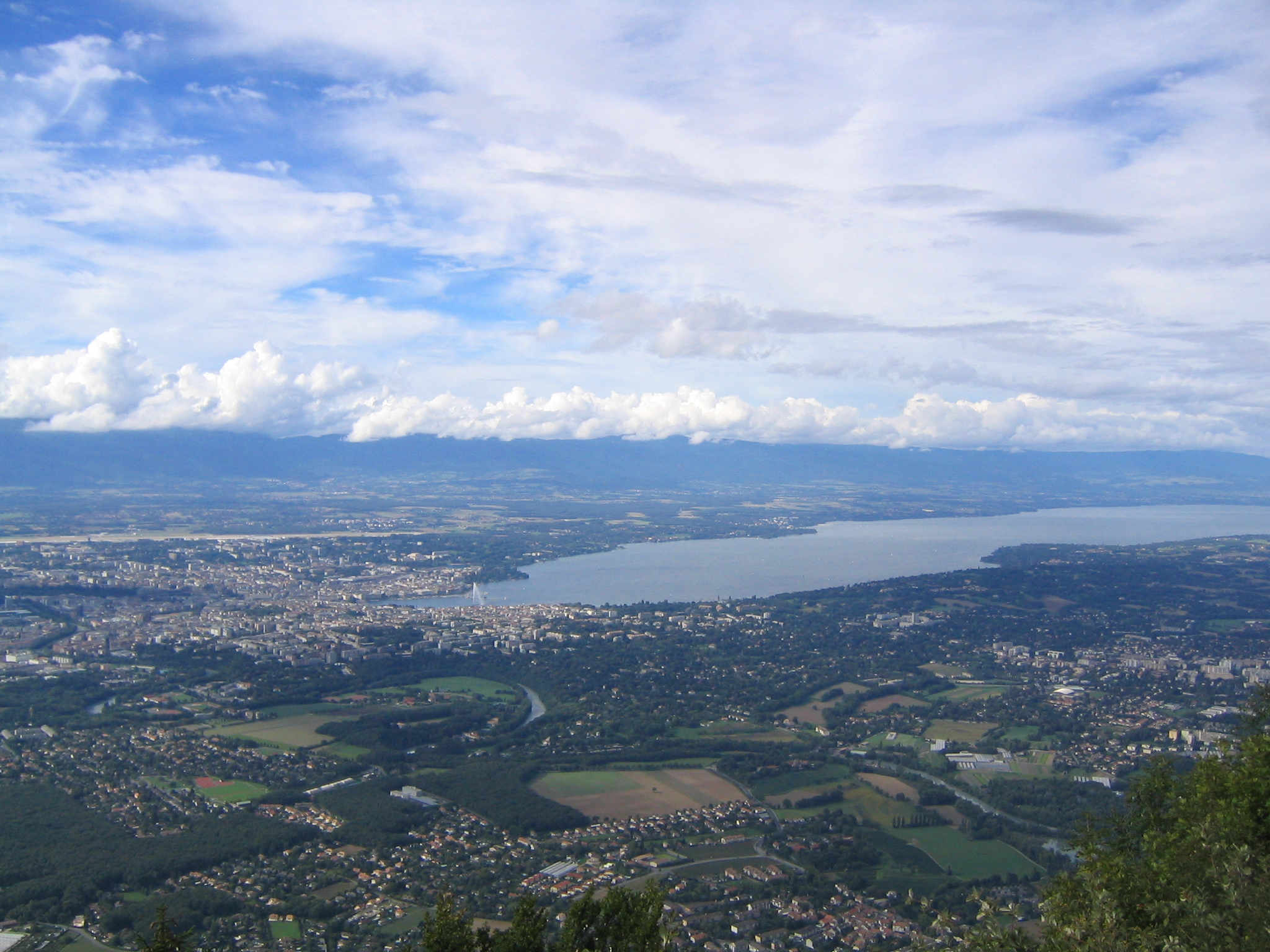
La ciudad de Ginebra, en una vista general con el lago.

Entre 1971 y la actualidad, hay que destacar en primer lugar la crisis económica de 1973-1974, que comportó una recesión demográfica de tres años de duración, de forma que hasta 1981 no se recuperaron los niveles de 1974. La tasa de natalidad se recuperó a partir de los años 1980 y, especialmente, de los años 1990, debido al fuerte crecimiento de la inmigración. Durante este período crece en general toda la meseta suiza, con excepción de algunas regiones rurales aisladas. A excepción de Ginebra, todas las grandes ciudades pierden habitantes en favor de su periferia residencial. El valle del Ródano en el cantón del Valais, la Suiza central, el cantón de Friburgo y el cantón del Tesino incrementan igualmente su población con tasas superiores a la media nacional. Sin embargo, los pequeños pueblos agrícolas y ganaderos alejados de los ejes de comunicación, en especial en los Alpes centrales y orientales, conocen pérdidas de población, en ocasiones muy severas.

### Distribución de la población
Suiza es actualmente un país fuertemente urbanizado, en el que tres cuartas partes de sus habitantes residen en las ciudades y una cuarta parte en la montaña. Además, la tasa de crecimiento demográfico es superior en el medio urbano (0,7%) que en el medio rural (0,5%). La mitad de la población urbana del país (unas 2.718.000 personas) viven en las conurbaciones de las cinco mayores ciudades del país: Zúrich, Ginebra, Basilea, Berna y Lausana. Las principales aglomeraciones urbanas del país tienen algunas diferencias entre sí, y alguna de ellas es incluso transfronteriza.

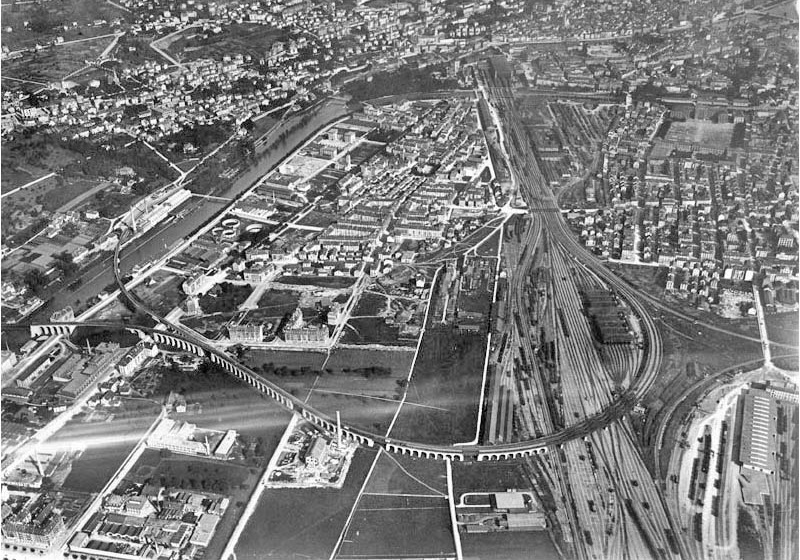
Fotografía del sector industrial de Zúrich en 1898, tomada por Eduard Spelterini (1852-1931), pionero de la aviación y la aerostática en Suiza.

- Zúrich constituye la principal conurbación del país, con aproximadamente 1.100.000 habitantes, siendo el centro de una red de transporte regional que sirve a las ciudades de Aarau, Zug, Schaffhausen o Winterthur.
- La cuenca franco-valdo-ginebrina es una aglomeración transfronteriza con núcleo en Ginebra, que cuenta con unos 800.000 habitantes en parte localizados también en Francia y Suiza. Incluye el distrito de Nyon en el cantón de Vaud, así como partes de los departamentos franceses de Ain y Alta Saboya.[8]
- El Arco lemánico es un área urbana que abarca los alrededores del lago Lemán, cuyos polos de atracción principales son Ginebra y Lausana, distantes entre sí 30 km.[9]
- El Eurodistrito Trinacional de Basilea está formado por la aglomeración de dicha ciudad, que incluye aproximadamente 660.000 habitantes en Suiza, Francia y Alemania. Con Basilea como centro, incluye los núcleos de Saint-Louis y Huningue en Alsacia y de Weil-am-Rhein y Lörrach en Baden-Wurtemberg.[10]
- Berna.
- Lugano y Mendrisio, junto con Como y Varese en Italia forman un sistema de aglomeración multipolar que forma parte del área periurbana de la metrópolis de Milán. La Región Insúbrica es una comunidad de trabajo transfronteriza entre el cantón del Tesino y las regiones italianas limítrofes.[11]

La capital es Berna. Otras ciudades importantes son: Basilea, Ginebra, Lausana y Zúrich. Suiza es un estado federal, compuesto por 26 cantones soberanos, aunque desde 1999 se instituyeron unas regiones, a efectos meramente estadísticos, que pueden agrupar varios cantones.
| Región               | Cantones | Población (31 de dic. de 2001) | Superficie [km²] | Densidad [hab/km²] |
| -------------------- | --- | ------------------------------ | ---------------- | ------------------ |
| Région Lemánica      | Ginebra, Valais y Vaud                                                                                      | 1 305 284                      | 8 718            | 149,72             |
| Espacio Mittelland   | Berna, Friburgo, Jura, Neuchâtel y Soleura                                                                  | 1 667 261                      | 10 062           | 165,70             |
| Suiza Nor-Occidental | Argovia, Basilea-campiña y Basilea-ciudad                                                                   | 999 024                        | 1 959            | 509,97             |
| Zúrich               | Zúrich | 1 228 628                      | 1 729            | 710,60             |
| Suiza Oriental       | Appenzell Rodas Exteriores, Appenzell Rodas Interiores, Glaris, Grisones, San Galo, Schaffhausen y Turgovia | 1 046 464                      | 11 521           | 90,83              |
| Suiza Central        | Lucerna, Nidwalden, Obwalden, Schwyz, Uri y Zug                                                             | 689 267                        | 4 485            | 153,68             |
| Tesino               | Tesino | 311 887                        | 2 812            | 110,91             |

### Tipología del territorio

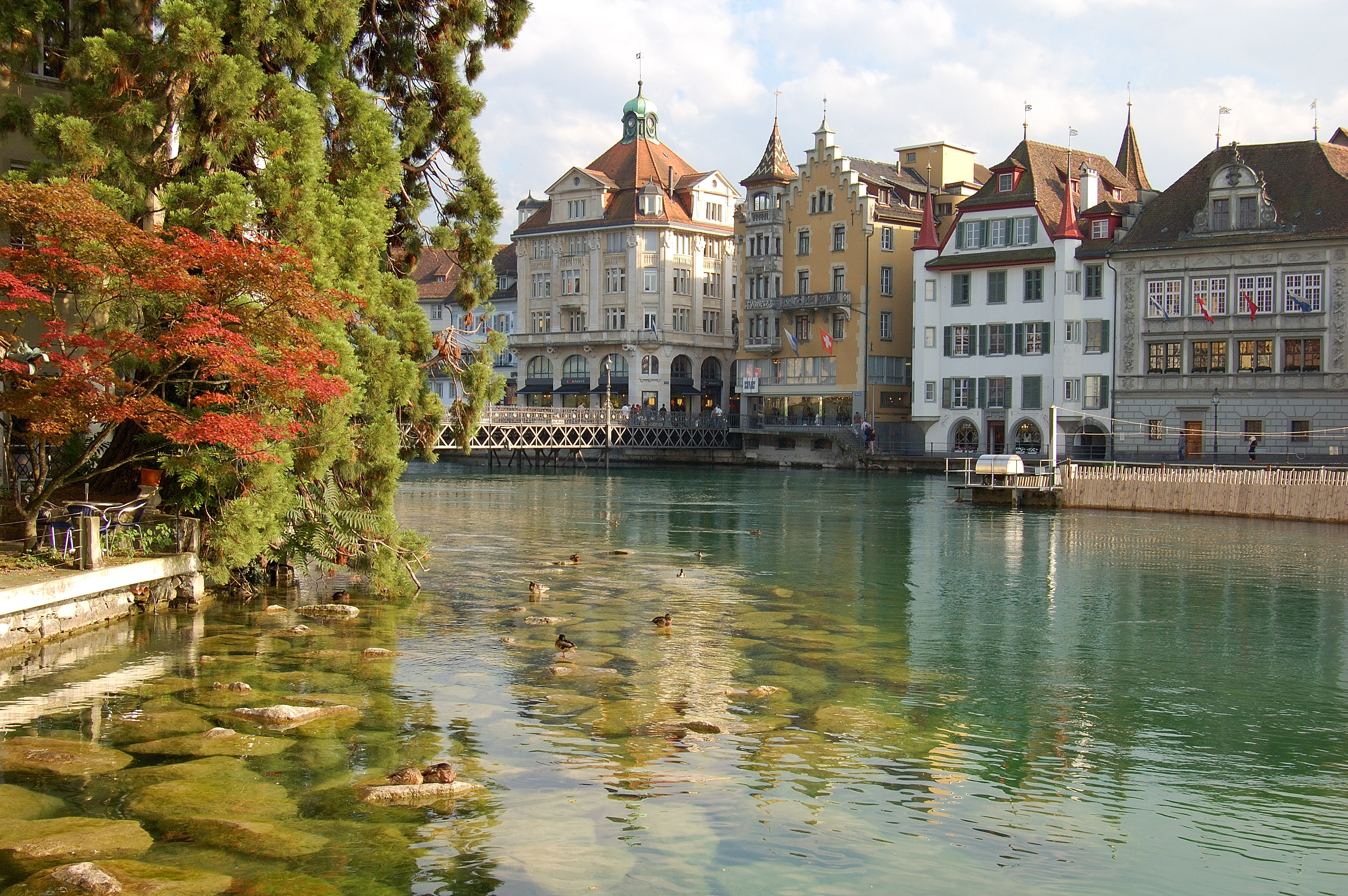
Casco antiguo de la ciudad de Lucerna junto al lago de los Cuatro Cantones

En función de la intensidad de uso humano sobre el territorio (la llamada presión antrópica), se pueden establecer cinco tipos diferenciados de utilización del territorio suizo: regiones metropolitanas, redes de ciudades, zonas rústicas (agrícolas y ganaderas), zonas de turismo alpino y alturas nevadas.
Las áreas metropolitanas en Suiza son tres, las correspondientes a las grandes conurbaciones de Zúrich, Ginebra-Lausana y Basilea.
Las redes de ciudades corresponden a ciudades próximas entre sí y vinculadas además por un denominador común. Entre éstas, destacaremos:
- Núcleo de los alrededores del lago de Constanza, tanto en Suiza como en Austria y Alemania, formado por las ciudades de Kreuzlingen, Constanza, Friedrichshafen, Bregenz, Lustenau, Dornbirn, Arbon, Romanshorn y Sankt Gallen.
- Núcleo de la Suiza central, en los alrededores del lago de los Cuatro Cantones, del que forman parte las ciudades de Lucerna, Zug, Schwyz, Brunnen, Altdorf, Buochs, Stans y Sarnen.
- Núcleo del Tesino, formado por las ciudades de Bellinzona, Locarno y Lugano, además de por Como y Varese en Italia.

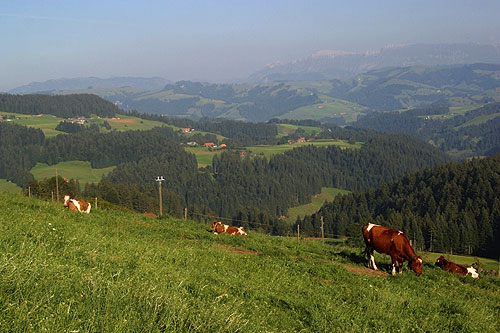
Bucólico paisaje en el valle del Emme, donde se elabora el queso de Emmental.

- Núcleo del Valais, a lo largo del río Ródano, formado por las ciudades de Brig, Sierre, Sion, Martigny y Monthey.
- Núcleo de los alrededores de Berna, en una región bilingüe francés-alemán, del que forman parte los núcleos de Thoune, Friburgo im Üechtland, Neuchâtel, Biel-Bienne, Soleura, Burgdorf y Berna.
- Núcleo a lo largo del río Aar, compuesto por las ciudades de Biel-Bienne, Grenchen, Soleura, Langenthal, Olten y Aarau.

Las zonas más rústicas de Suiza, poseedoras de un hábitat con menor presión antrópica y con un uso del territorio principalmente con finalidades agrícolas y ganaderos, son esencialmente el cantón del Jura, las zonas rurales del Gros-de-Vaud y de la zona de los Gruyères hacia el oeste, el Entlebuch y el valle del Emme en el centro, y el Appenzell y Turgovia al nordeste del país.

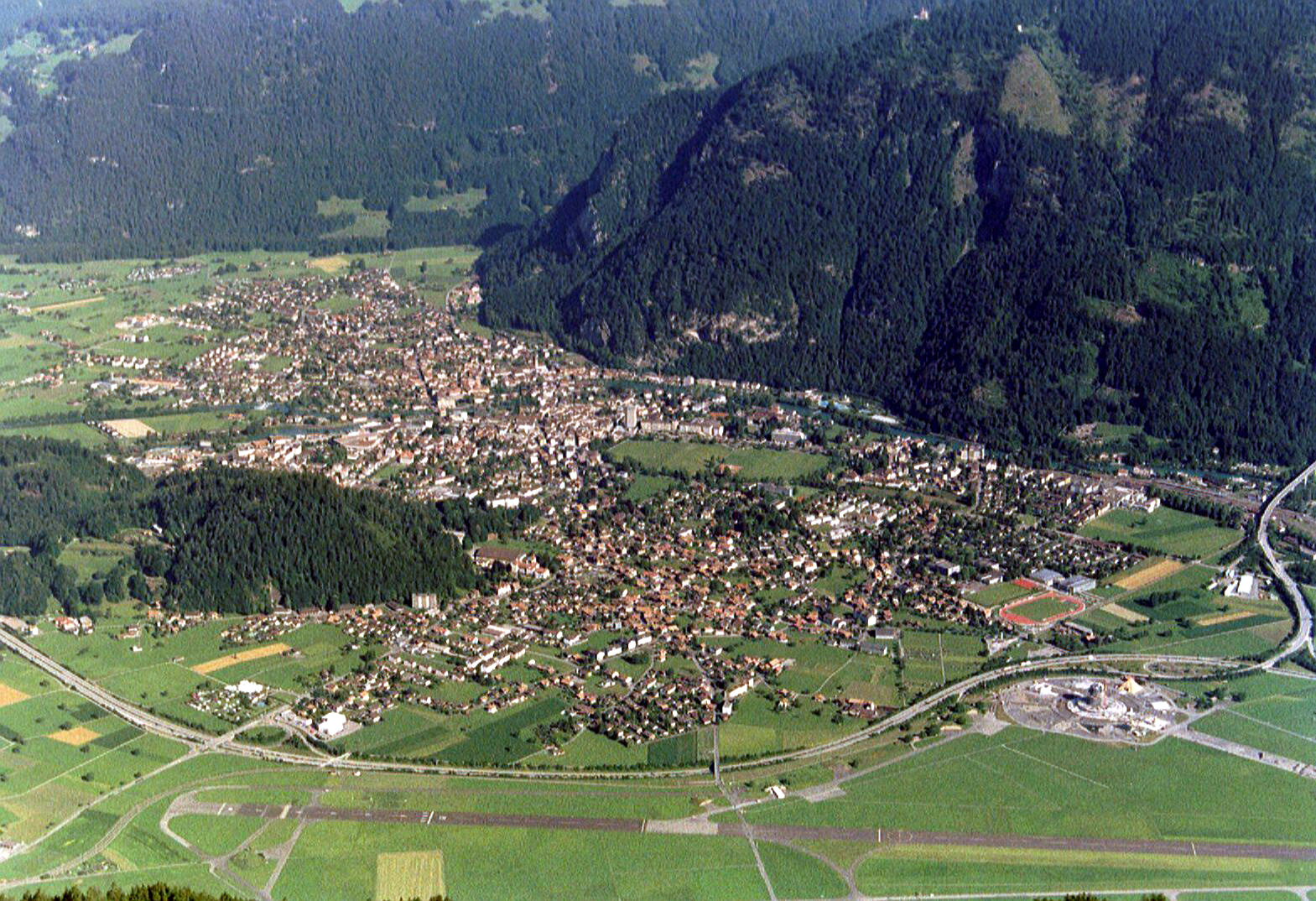
Vista de la localidad de Interlaken.

Por lo que respecta a las zonas de los Alpes de mayor vocación ligada al turismo, se trata de ciudades que experimentan fuertes fluctuaciones en su número de habitantes, ligadas a la estacionalidad turística. Entre este tipo de ciudades, pse pueden citar a Davos, Saint Moritz, Interlaken y su región, Gstaad, Montana, Zermatt o Verbier. Se trata de localidades volcadas a la práctica del esquí y resto de deportes de invierno.
Finalmente, están las zonas alpinas, con menos índice de ocupación humana, que se encuentran nevadas casi permanentemente y están poco utilizadas, pero que son poseedoras de un gran potencial de desarrollo, especialmente de tipo turístico. Se trata de las zonas del macizo del puerto de San Gotardo, de los valles alpinos del cantón del Tesino y del cantón de los Grisones, al igual que algunas zonas concretas del cantón del Valais o del Oberland bernés.

## Geografía económica
El país posee una amplia red de comunicaciones, por carretera o ferrocarril, al igual que varios aeropuertos, red de comunicaciones que logra superar las dificultades impuestas por la orografía de Suiza.

### Política urbanística
Tras haber constatado que las áreas urbanas adquieren cada vez más importancia en la vida económica y social del país y en las redes de comunicaciones, a la vez que la población abandona los centros históricos de esas áreas urbanas para pasar a residir en las zonas residenciales de las comunas limítrofes o cercanas, el Gobierno suizo decidió a partir del año 2001 prestar ayuda a los núcleos de la cincuentena de grandes áreas urbanas con que cuenta el país, pero también colaborar en el establecimiento de eficaces redes de transporte que hagan posible la aparición de nuevas redes interurbanas.

### Infraestructuras de transporte

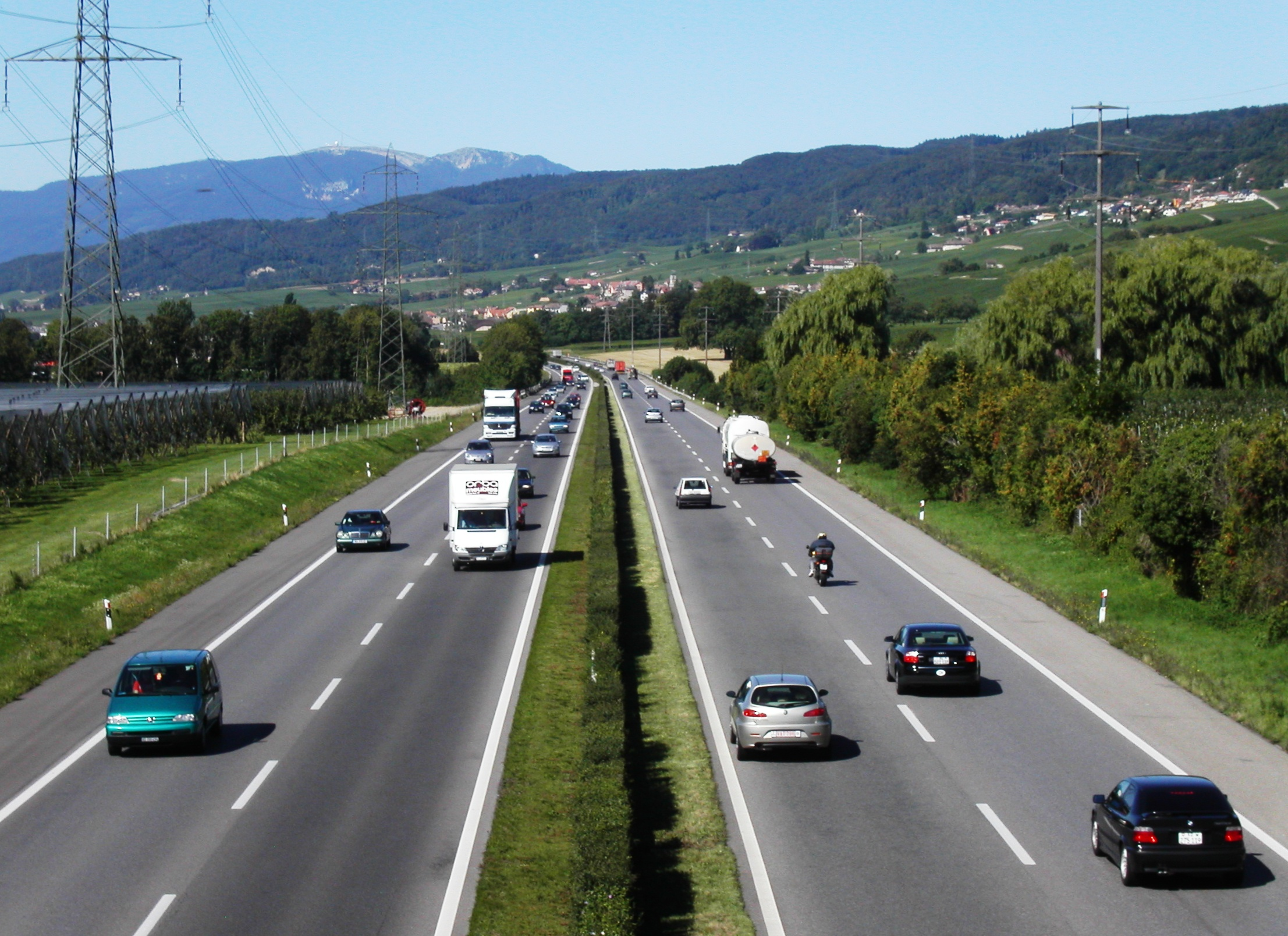
Imagen de una autopista suiza en el cantón del Valais.

La difícil orografía de Suiza ha hecho necesario un fuerte esfuerzo inversor, mantenido en el tiempo, para poder mantener la competitividad del país. Por ese motivo, existe en Suiza una densa y bien servida red de comunicaciones, sea por carretera, por autopista o por ferrocarril, a lo que se ha unido la construcción de aeropuertos o de canales para aprovechar las posibilidades de transporte fluvial.
Por otro lado, la presencia del país en un punto central en Europa, básico en un eje de comunicaciones norte-sur entre Alemania e Italia ha hecho que fuese de gran importancia el establecimiento de rutas que permitiesen franquear la barrera geográfica que suponen los Alpes. Así, ya desde 1882 se inauguró un túnel para franquear el paso de San Gotardo y, en 1906, se inauguró el túnel del Simplón.
Este punto central de Suiza en la red de comunicaciones europeas ha sido frecuentemente objeto de negociaciones entre el país y la Unión Europea. Así, el 21 de mayo de 2000 el electorado suizo aceptó en referéndum una serie de siete acuerdos en materia de transporte con la Unión Europea, tendentes a armonizar las condiciones del transporte entre ambos, a aceptar el paso por territorio suizo de más camiones pesados a cambio del pago de una tasa y a intensificar el tráfico ferroviario de paso por el país.
No obstante, el tema es objeto de debate y polémica en Suiza, debido a que colectivos ecologistas y asociaciones de vecinos afectados por el tráfico creciente pretenden lograr la reducción del tráfico por carretera e impedir la construcción de nuevas grandes obras como autopistas, que generan nuevos incrementos del tráfico y de la consiguiente contaminación.

#### Puertos de montaña y túneles

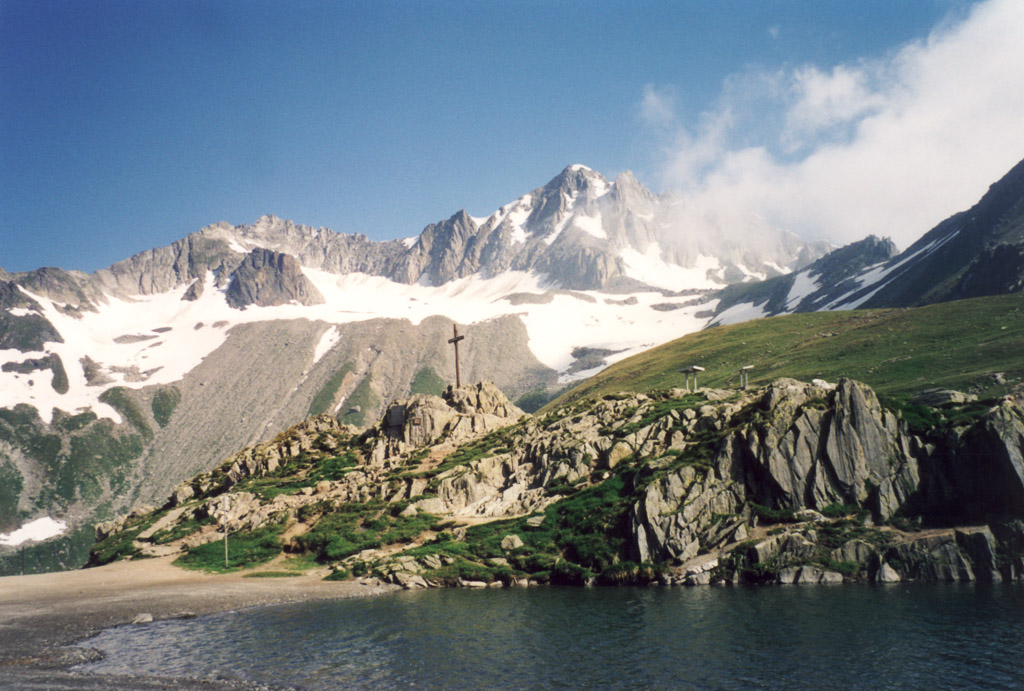
Puerto de montaña de Nunufen, el segundo más alto de Suiza, a 2478 m de altura.

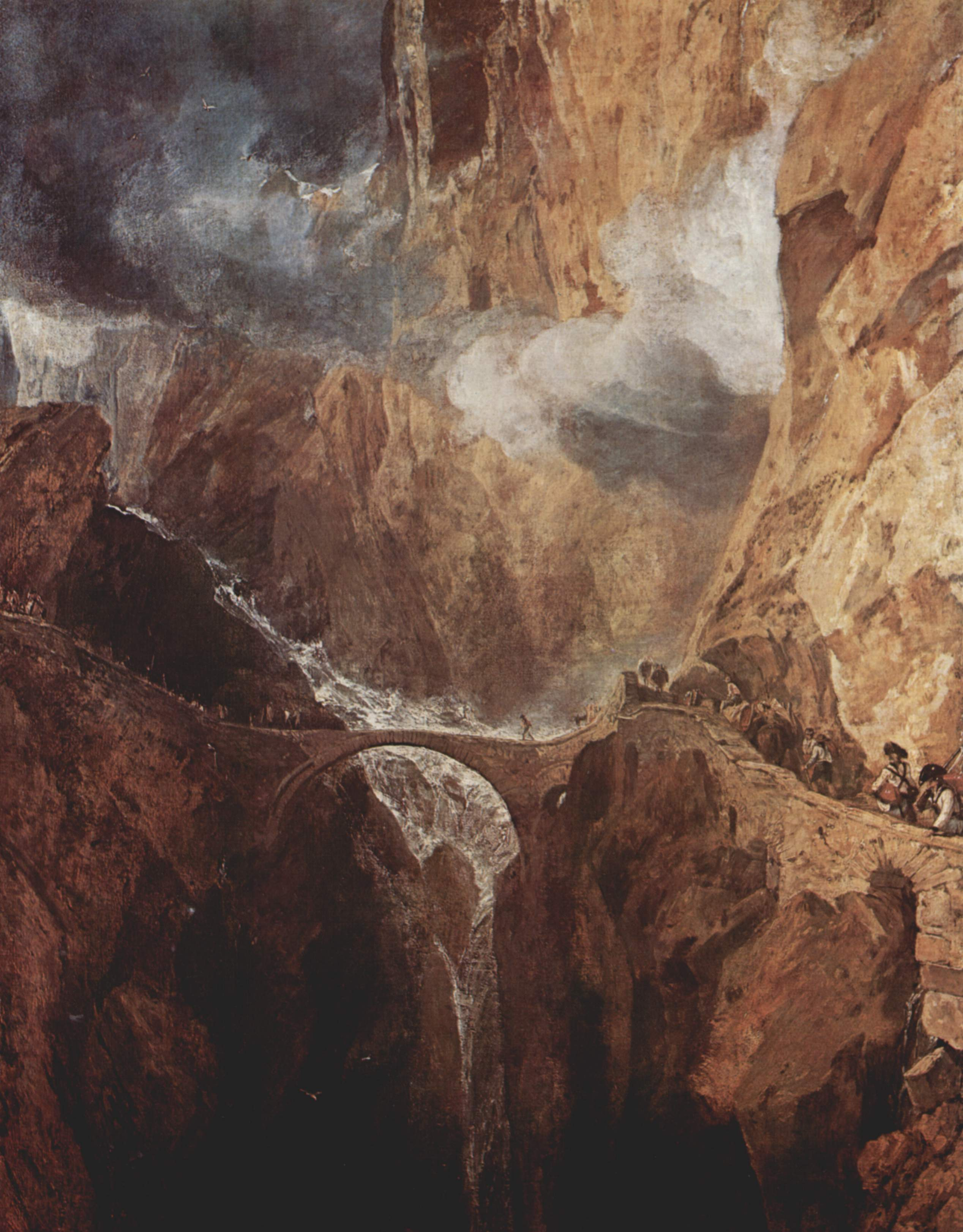
El puerto del San Gotardo, por J.M.W. Turner(1775-1851), pintura de hacia 1802.

Principales túneles destinados a carretera, por longitud:
- Túnel carretero San Gotardo, entre el cantón de Uri y el cantón del Tesino, con una longitud de 16,6 km.
- Túnel carretero de Seelisberg, entre el cantón de Nidwalden y el cantón de Uri, con una longitud de 9,3 km.
- Túnel carretero de San Bernardino, en el cantón de los Grisones, de 6,6 km.
- Túnel carretero del Gran San Bernardo, entre el cantón del Valais e Italia, de 5,8 km de longitud.

Principales puertos de montaña:
- puerto de Umbrail, a 2501 m
- puerto de Nufenen, a 2478 m
- puerto del Gran San Bernardo, a 2469 m
- puerto de Furka, a 2431 m
- puerto de Flüela, a 2383 m
- puerto de Bernina, a 2323 m
- puerto de Albula, a 2312 m
- puerto de Julier, a 2284 m
- puerto de Susten, a 2224 m
- puerto de Grimsel, a 2165 m
- puerto de Ofenpass, a 2149 m
- puerto del Spluga, a 2113 m
- puerto del San Gotardo, a 2108 m
- puerto de San Bernardino, a 2065 m
- puerto de Oberalp, a 2044 m
- puerto del Simplón, a 2005 m

#### Puentes

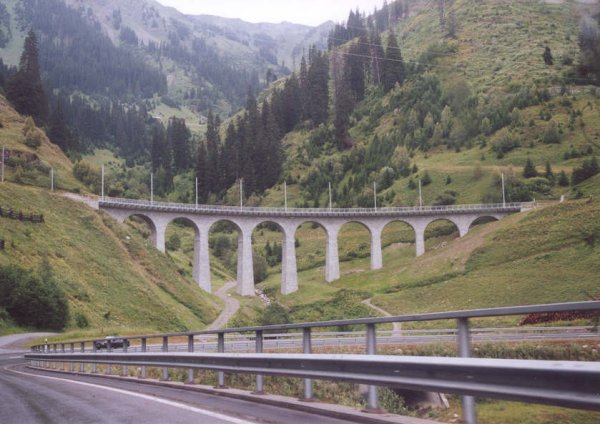
Carretera y puente de ferrocarril en el puerto de San Gotardo.

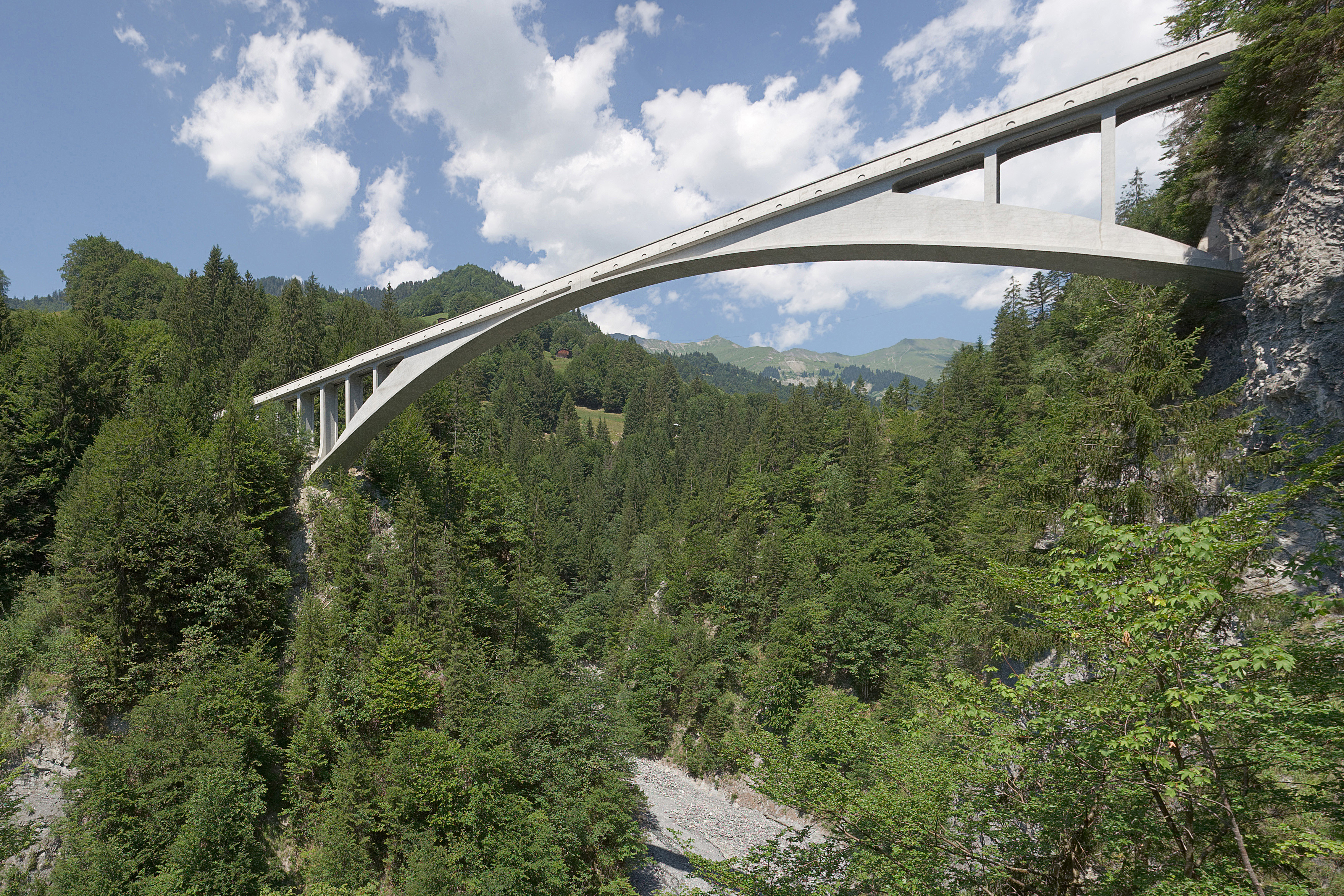
Puente Salginatobel, considerado como un world monument por la American Society of Civil Engineers

La complicada orografía suiza, junto con la necesidad de expandir la red de ferrocarril y de carreteras como alternativa a la escasa navegabilidad de sus ríos, ha hecho necesario desde el primer momento un alarde técnico de ingeniería a la hora de construir puentes con soluciones técnicas atrevidas.
Algunos puentes destacados en Suiza son:
- Puente del Diablo, iniciado con una pasarela en el siglo XIII y acabado en 1977, con el quinto puente para una autopista. Son visibles los tres últimos puentes construidos.
- Spreuerbrücke, un puente cubierto de madera pensado para el paso de personas en la ciudad de Lucerna, que fue construido en 1408.
- Kapellbrücke es un puente medieval, igualmente situado en Lucerna, para el paso de personas.
- Viaducto del Day, dedicado al transporte ferroviario, de 119 m de longitud, construido entre 1867 y 1870.
- Viaducto de Landwasser, dedicado al transporte ferroviario, con una longitud de 136 m y una altura de 65 m, construido entre 1901 y 1903, que recibió un homenaje por medio de un sello de correos suizo del año 1949.
- Puente Salginatobel, un alarde técnico en hormigón armado construido en 1930. En 1991, la American Society of Civil Engineers lo declaró world monument, junto a un total de treinta monumentos del mundo, al mismo nivel que otros más conocidos como la Torre Eiffel o la Estatua de la Libertad.
- Puente del Gueuroz, de estructura metálica, de 187 m de altura, que fue furante 29 años, desde su construcción entre 1931 y 1934 el puente más alto de Europa.
- Viaducto de Chillon, para el transporte por carretera, construido entre 1966 y 1969. Tiene como peculiaridad que cada uno de los sentidos de la autopista que lo atraviesa no se ubica en paralelo, sino uno sobre otro. Ofrece una espléndida vista del lago Lemán y de toda la zona circundante (el llamado arco lemánico).

#### Red de carreteras
Aparte de una amplia red de carreteras, Suiza cuenta igualmente con una amplia red de autopistas, que se inició en 1955 con una corta autovía a la salida de Lucerna. En 1960, la Asamblea Federal Suiza tomó la decisión de dar inicio a la construcción de una red de autopistas, acuerdo que se plasmó en 1963 mediante la puesta en servicio del primer tramo largo de autopista en el país, entre las ciudades de Lausana y Ginebra.

#### Red de ferrocarriles

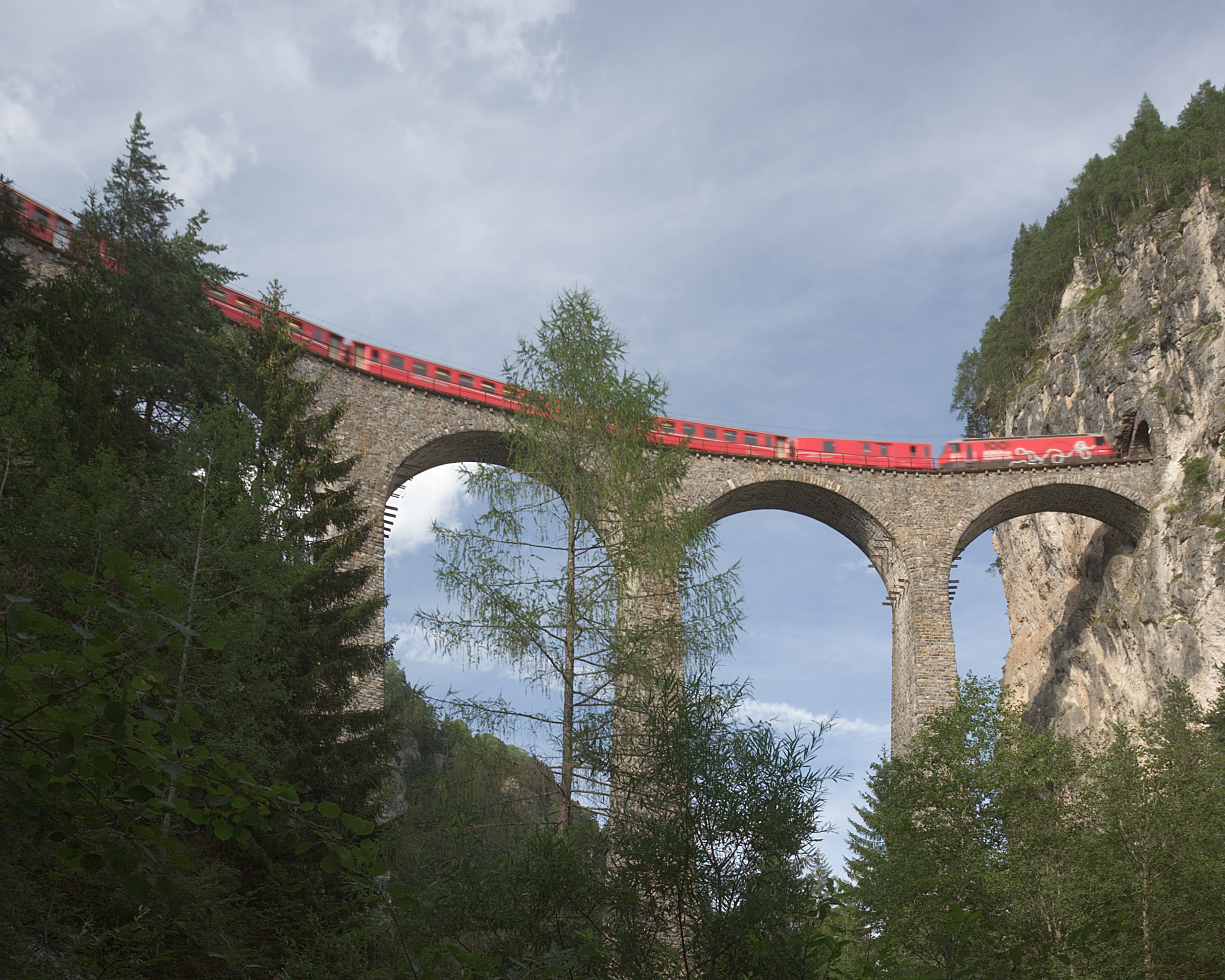
Viaducto de Landwasser, en el cantón de los Grisones.

El ferrocarril es uno de los factores que ha contribuido a dar forma a la Suiza actual, que cuenta con una amplia y servida red ferroviaria, iniciada en el año 1850. Cuenta con líneas internacionales, nacionales o regionales, existiendo además numerosas compañías que han desarrollado redes secundarias con ferrocarriles de vía estrecha, más adaptados a entornos montañosos como el que predomina en buena parte de Suiza. Por otro lado, a partir de los años 1990 se dio inicio a una serie de redes de ferrocarril de cercanías o suburbano, que inició la integración del transporte ferroviario de pasajeros en el transporte urbano de las grandes conurbaciones.
Como signo de los tiempos y de la integración de Suiza en las redes internacionales de transporte ferroviario, además de suponer una indicación de los cada vez más estrechos lazos de las comunidades transfronterizas, la ciudad de Basilea tiene la peculiaridad de poseer tres estaciones ferroviarias pertenecientes cada una de ellas a tres redes ferroviarias nacionales distintas: la suiza (estación de Basilea SBB), francesa (estación de Basilea SNCF) y alemana (Basel Badischer Bahnhof).
Las principales líneas nacionales de transporte ferroviario en Suiza se encuentran orientadas en sentido sudoeste-nordeste, discurriendo por la meseta suiza, y son:
- Línea principal: (procedente de Francia) Ginebra – Lausana – Friburgo – Berna – Olten (un antiguo nudo ferroviario) – Zúrich – San Galo - St. Margrethen (hacia Alemania o Austria).
- Línea a pie de la cordillera del Jura: Ginebra – Yverdon – Neuchâtel – Biel-Bienne - Olten – Delémont – Basilea (hacia Alemania y Francia) o: Olten – Zúrich – San Galo.

Las principales líneas internacionales existentes en Suiza atraviesan los Alpes y la cordillera del Jura, enlazando Francia y Alemania con la llanura italiana, y son:
- París – túnel del Mont d'Or (1915) - Lausana – túnel del Simplón (1906) – Milán (véase Orient Express).
- (desde los Balcanes e Italia) Milán – túnel del Simplón – túnel del Lötschberg (1913) – Berna – Olten – túnel del Hauenstein (1916) – Basilea (hacia Alemania y Francia).
- Milán – Chiasso - túnel del San Gotardo (1882) – Lucerna – Olten – Basilea.
- Milán – Chiasso - túnel del San Gotardo (1882) – Zúrich (hacia Alemania y Austria).

#### Puertos y aeropuertos

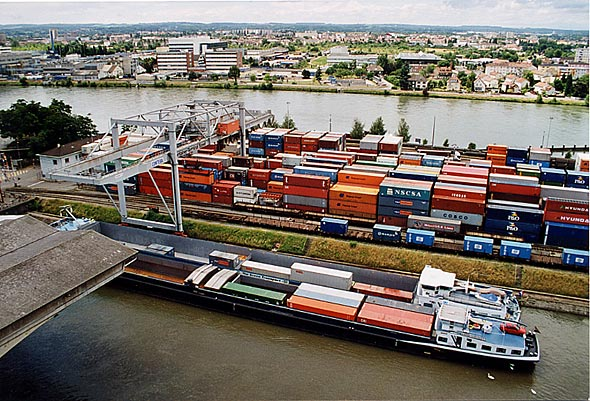
El puerto fluvial de Basilea.

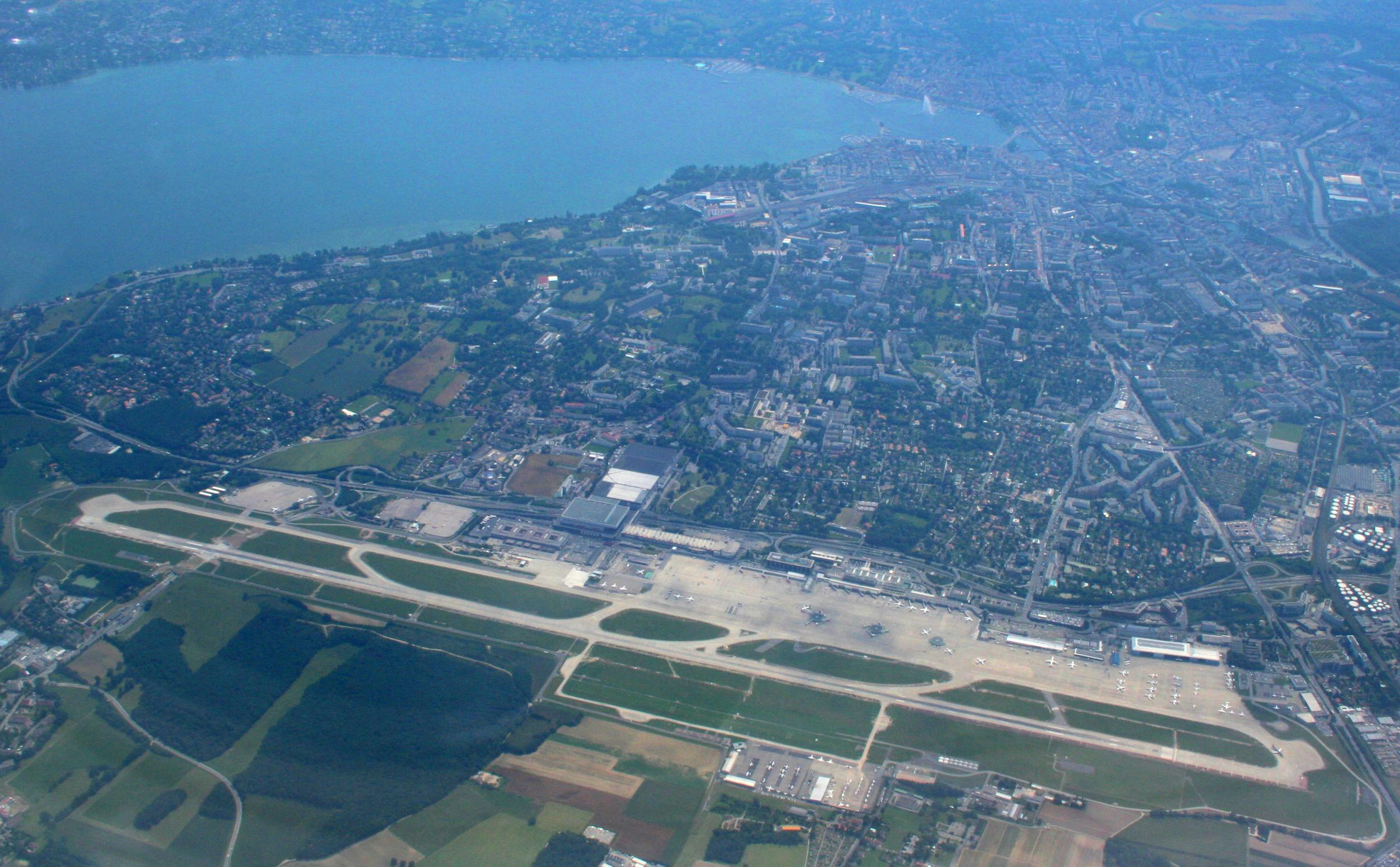
Vista del Aeropuerto Internacional de Ginebra, en la ciudad homónima.

La mayor parte de los ríos suizos, al estar en la parte alta del curso de los mismos, no son navegables. Sin embargo, sí lo son los ríos Rin, Ródano o Aar, al menos en alguna de sus partes. Y también lo son los lagos que salpican la geografía suiza, motivo por el cual existen varios pequeños puertos fluviales o lacustres.
El más importante de sus puertos es el puerto de Basilea, a orillas del Rin, siendo el puerto situado más arriba de su curso. Constituye por su situación y por la condición de internacionalidad de la vía fluvial del Rin una de las vías más importantes para la exportación o la importación del país. Diariamente parten del puerto medio millar de embarcaciones.
Mayor importancia, sin embargo, revisten los seis aeropuertos internacionales suizos, que convierten al país en un importante nudo en el tráfico aéreo europeo. Dichos aeropuertos se encuentran en las ciudades de Zúrich, Basilea, Ginebra, Berna y Lugano.
El aeropuerto Internacional de Zúrich se encuentra en la comuna de Kloten, 13 km al norte de Zúrich, ciudad a cuyo centro se encuentra unido por un ferrocarril. En el año 2006 acogió a 19,2 millones de pasajeros, y está considerado como uno de los 10 principales en el mundo. Es el más importante de Suiza, y se encuentra unido por líneas regulares a los demás aeropuertos de importancia a escalas europea o mundial.
El aeropuerto de Basilea-Mulhouse es en realidad un aeropuerto auténticamente transfronterizo, ya que sirve a tres ciudades en tres países diferentes: Basilea en Suiza, Mulhouse en Francia y Friburgo de Brisgovia en Alemania. Por este motivo, es conocido como EuroAirport o Aeropuerto europeo. Fue inaugurado en 1946, en terrenos aportados por Francia, mientras que la construcción corrió a cargo de Suiza. Su Consejo de Administración está formado por representantes de ambas naciones, con una minoría de alemanes en calidad de observadores. Está emplazado en la comuna francesa de Saint-Louis, en el Alto Rin, y en el año 2006 prestó servicio a 4 millones de pasajeros.
El aeropuerto Internacional de Ginebra se encuentra en la comuna de Cointrin, a tan sólo 5 km del centro de Ginebra. Tiene un sector reservado para su uso por Francia, al que se accede desde la localidad francesa de Ferney-Voltaire. El año 2006 vio pasar por sus instalaciones a 9,3 millones de pasajeros, básicamente procedentes o con destino a vuelos europeos.
El aeropuerto Internacional de Berna-Belp está ubicado en la comuna de Belp, al sur de Berna. En el año 2006 acogió a 116.000 pasajeros.
El aeropuerto Internacional de Sion se encuentra en dicha localidad.
El aeropuerto Internacional de Lugano está en la comuna de Agno, al oeste de Lugano, y por sus instalaciones desfilaron en el 2006 más de 300.000 pasajeros.